# José Bonifácio de Andrada e Silva
José Bonifácio de Andrada e Silva (Santos, 13 de junho de 1763 – Niterói, 6 de abril de 1838) foi um naturalista, estadista e poeta brasileiro, conhecido pelo epíteto de Patriarca da Independência por seu papel decisivo na Independência do Brasil. Em 11 de janeiro de 2018, foi declarado oficialmente Patrono da Independência do Brasil. Além de sua atuação política, teve uma destacada carreira como naturalista, notadamente no campo da mineralogia, tendo recebido reconhecimento internacional ainda em vida. Descobriu quatro minerais, incluindo a petalita, que mais tarde permitiria a descoberta do elemento lítio, e a andradita, batizada em sua homenagem.
No campo político, foi ministro do Reino e dos Negócios Estrangeiros de janeiro de 1822 a julho de 1823, e, desde o início, colocou-se em apoio à regência de D. Pedro de Alcântara. Proclamada a Independência, comandou uma política centralizadora e organizou a ação militar contra os focos de resistência à separação de Portugal.
Durante os debates da Assembleia Constituinte, deu-se o rompimento dele e de seus irmãos Martim Francisco Ribeiro de Andrada e Antônio Carlos Ribeiro de Andrada Machado e Silva com o já imperador Pedro I. Como consequência, em 16 de julho de 1823, o imperador demitiu-o do posto de ministro, e José Bonifácio passou à oposição.
Após o fechamento da Constituinte, em 11 de novembro de 1823, José Bonifácio foi banido e exilou-se na França, por seis anos. De volta ao Brasil e reconciliado com o imperador, quando de sua abdicação, em 1831, assumiu a tutoria de seu filho. Permaneceu como tutor do futuro Pedro II até 1833, quando foi demitido pelo governo da Regência, devido a disputas por poder dentre as facções que o compunham.

## Juventude

### Origem familiar
Membro de família da aristocracia brasileira, José Bonifácio nasceu em Santos, no litoral da então Capitania de São Paulo, em 13 de junho de 1763. Seu pai, Bonifácio José Ribeiro de Andrada, era casado com a prima Maria Bárbara da Silva, a segunda fortuna da cidade, e possuidor de bens no valor de oito contos de réis. José Ribeiro de Andrada, o avô, nascido em 1678 em Arco de Baúlhe, era casado com Ana da Silva Borges, e pertencia a antiga família portuguesa do Minho e de Trás-os-Montes, parente dos condes de Amares e marqueses de Montebelo, ramo dos Bobadelas-Freires de Andrada. Bonifácio José, que morreria em 1789, era considerado ágil, desembaraçado e inteligente. Arredondou sua fortuna como mercante e ocupou diversos cargos e ofícios da Coroa Portuguesa. Tinha dois irmãos formados em Coimbra, e um terceiro irmão era padre. Sua mãe, Maria Bárbara da Silva, teve dez filhos, quatro mulheres e seis homens. Seu pai foi seu primeiro mestre, mas em Santos não era possível ir além do ensino primário. Mudou-se para São Paulo aos catorze anos de idade.

### Estudos

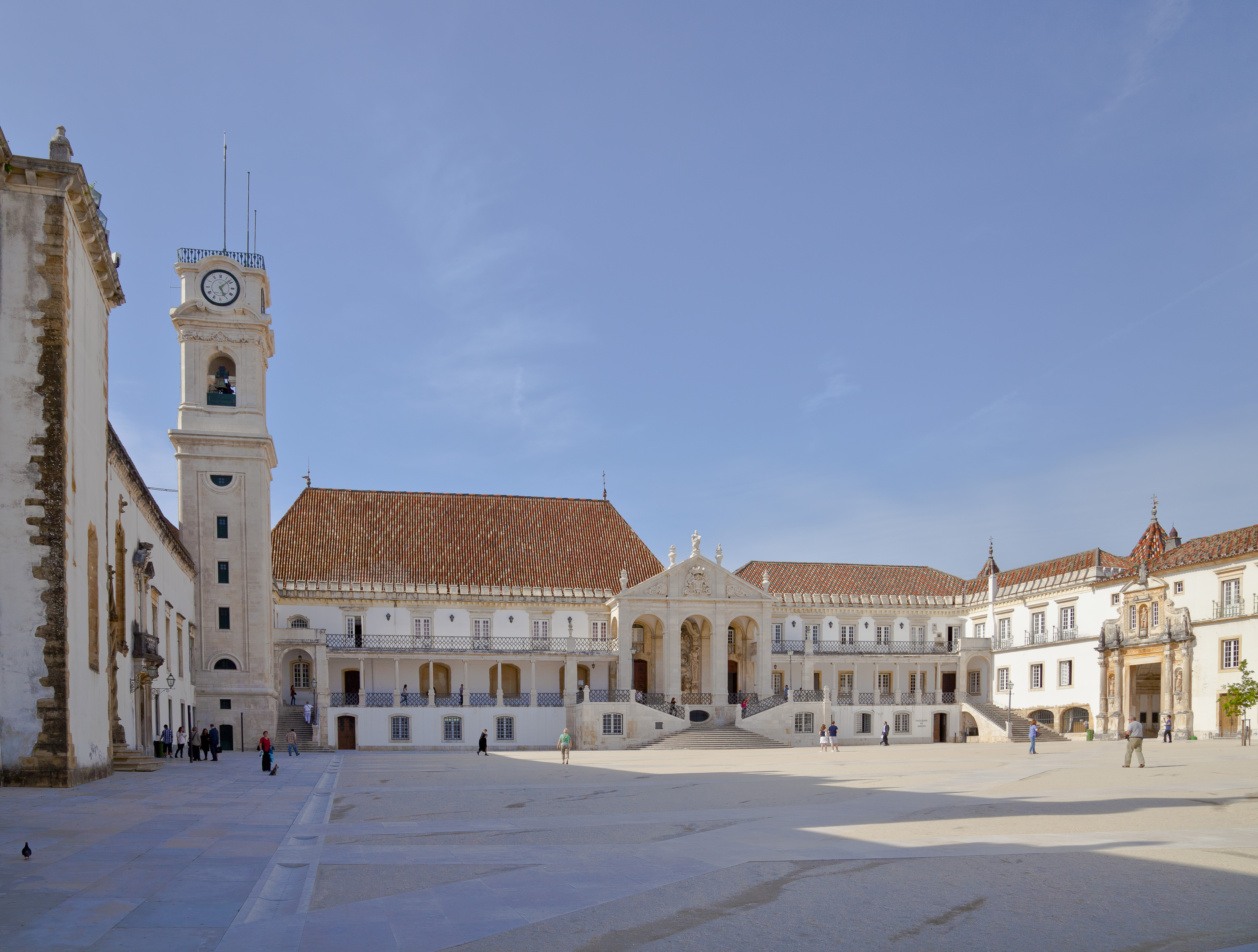
A Universidade de Coimbra

Em São Paulo, frequentou aulas de gramática, retórica e filosofia, nos cursos abertos por Dom Frei Manuel da Ressurreição, dono também de boa biblioteca. Era o ensino preparatório para o ingresso na universidade em Coimbra, para onde iam os brasileiros com alguns recursos. Tinha 16 anos quando, com seus irmãos Antônio Carlos e Martim Francisco, José Bonifácio requereu habilitação de genere, passo indispensável à carreira eclesiástica. Não havia universidades no Brasil nem qualquer prelo. Em 1783, partiu do Rio de Janeiro para Portugal, matriculando-se em outubro na Universidade de Coimbra e iniciando a 30 de outubro seu curso de estudos jurídicos, acrescidos um ano mais tarde, 11 e 12 de outubro de 1784, dos de matemática e filosofia natural.
Além dos cursos, leu muito. Já poetava, e em uma ode sua surgem os nomes de Leibnitz, Newton e Descartes. Leu sobretudo Rousseau e Voltaire, mas leu também Montesquieu, Locke, Pope, Virgílio, Horácio e Camões, e se indignou contra o "monstro horrendo do despotismo". Seus versos apelavam para as promessas da independência recém-proclamada dos Estados Unidos. Ainda estudante, cuidou de duas questões por cuja solução em vão se empenharia mais tarde: a civilização dos índios, a abolição do tráfico negreiro e da escravidão dos negros.

## Carreira
Cedo demonstrou vocação para as pesquisas científicas. A exploração de minas conhecia um auge considerável com o crescimento das necessidades ligadas à revolução industrial. José Bonifácio concluiu, em 16 de junho de 1787, seu curso de Filosofia Natural e, a 5 de julho de 1788, o de Leis. Recebeu em Portugal apoio do duque de Lafões, D. João de Bragança, que em 1780 fundara a Academia das Ciências de Lisboa e, a 8 de julho de 1789 fez, perante o Desembargo do Paço, a leitura que o habilitava a exercer os lugares da magistratura. Cinco meses antes, em 4 de março, fora admitido como sócio livre da Academia, o que lhe abrira os caminhos de uma carreira de cientista. Por temperamento, interessava-se por estudos de que resultassem em alguma utilidade, colocando a ciência a serviço do aperfeiçoamento humano. Tinha por divisa: Nisi utile est quod facimus, stulta est gloria. Sua primeira memória apresentada à Academia foi Memória sobre a Pesca das Baleias e Extração de seu Azeite: com algumas reflexões a respeito das nossas pescarias.

### Excursão científica pela Europa

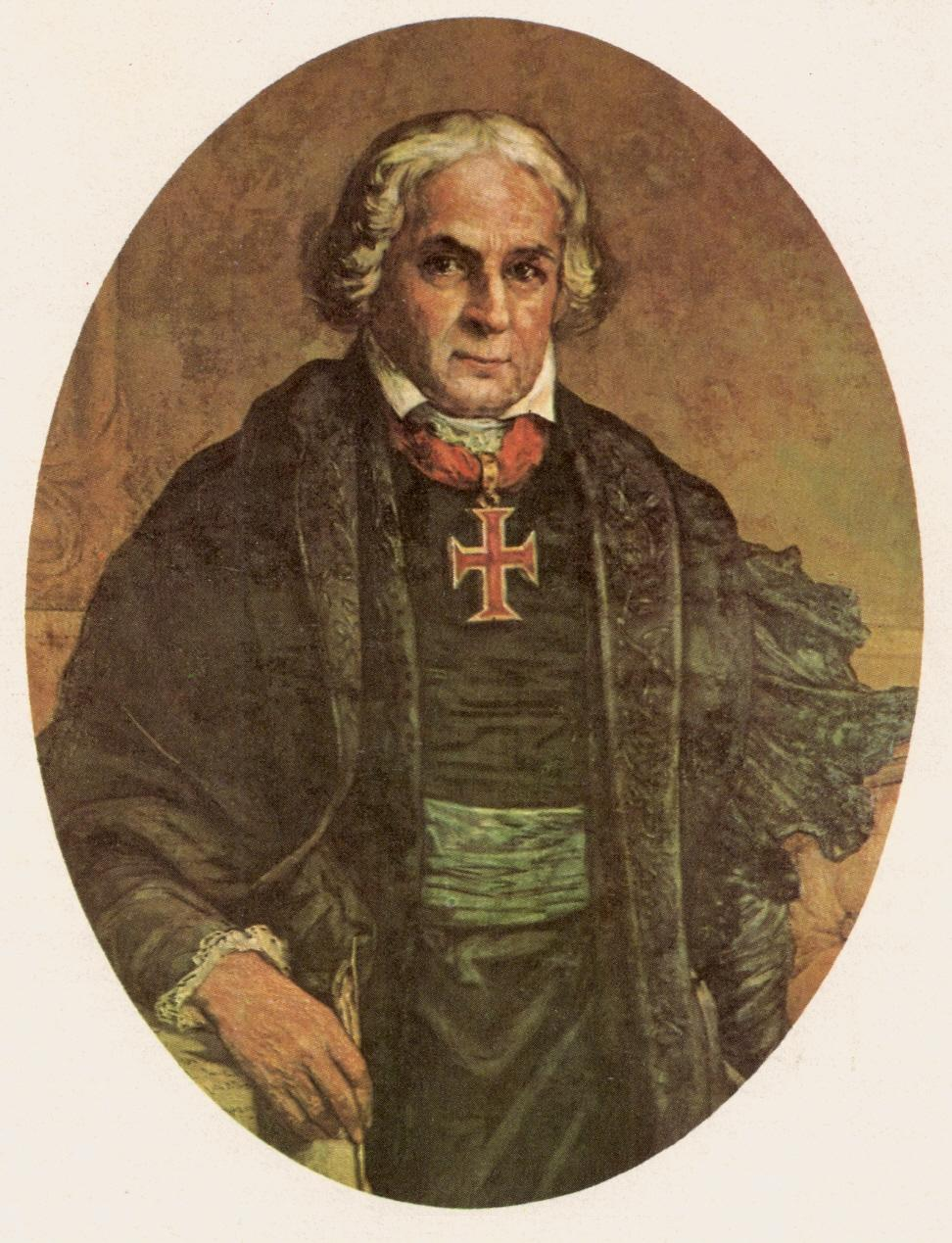
José Bonifácio, por Oscar Pereira da Silva.

Foi comissionado em 18 de fevereiro de 1790 para empreender, às custa do Real Erário, uma excursão científica pela Europa, para adquirir, por meio de viagens literárias e explorações filosóficas, os conhecimentos mais perfeitos de mineralogia e mais partes da filosofia e história natural. Assim, nos meados de 1790, José Bonifácio estava em Paris na fase inicial da Revolução Francesa. Cursou, de setembro de 1790 a janeiro de 1791, os estudos de química e mineralogia e, até abril, aulas na Escola Real de Minas. Seus biógrafos citam contatos com Lavoisier, Chaptal, Jussieu e outros. Foi eleito sócio-correspondente da Sociedade Filomática de Paris e membro da Sociedade de História Natural, para a qual escreveria uma memória sobre diamantes no Brasil, desfazendo erros. Já não era um simples estudante — começava a falar com voz de mestre. Partiu depois para aulas práticas na Saxônia, em Freiberga, cuja Escola de Minas frequentou em 1792, recebendo dois anos mais tarde um atestado de que havia frequentado um curso completo de orictognosia e outro de Geognosia. Ali cursou também a disciplina de siderurgia, com o professor Abraham Gottlob Werner. Percebia o atraso de Coimbra em relação a outros centros de estudo na Europa — a escola de Freiberg marcaria sua orientação. Ali teve como amigos Alexander von Humboldt, Leopold von Buch e Del Río. Percorreu minas do Tirol, da Estíria e da Caríntia. Foi a Pavia, na Itália, ouvir lições de Alessandro Volta; em Pádua, investigou a constituição geológica dos montes Eugâneos, escrevendo a respeito um trabalho em 1794, chamado Viagem geognóstica aos Montes Eugâneos.
Onde deu completo desenvolvimento a seus estudos foi na Suécia e na Noruega. Em 1796 foi para a Universidade de Uppsala, na Suécia, para conhecer as coleções de Torbern Bergman, criador da classificação química dos minerais. Passou a estudar fósseis e pesquisar as jazidas e minas em Arandal, Sahia, Krageroe e Laugbansita, na Suécia e na Noruega. Classificou quatro espécies minerais novas (entre os quais a petalita e o diópsido) e oito variedades que se incluíam em espécies já conhecidas — a todos esses minerais descreveu pela primeira vez e deu nome. Viajou mais de dez anos pela Europa, absorto em seus trabalhos científicos e, aos 37 anos, era um cientista conhecido e consagrado. Regressou a Portugal em setembro de 1800. Visitara, além dos países citados, a Dinamarca, a Bélgica, os Países Baixos, a Hungria, a Inglaterra e a Escócia.[carece de fontes?]

### Em Portugal
Dois meses depois de chegar a Portugal, em novembro de 1800, partiu para a Estremadura com seu irmão Martim Francisco Ribeiro de Andrada e com Carlos Antônio Napion, encarregados de pesquisas mineralógicas, e sobre as quais escreveu uma memória. Mal chegado da viagem, foi designado para nova missão: examinar os pinhais reais dos Medos e Virtudes, nos terrenos de Almada e Sesimbra. Tornou-se dele admirador D. Rodrigo de Sousa Coutinho, conde de Linhares. Eram parentes distantes e se tornaram amigos.[carece de fontes?]

Ocupou a cátedra de Metalurgia, especialmente criada para ele, na Universidade de Coimbra, por Carta Régia de 15 de abril de 1801. Era obrigado a ali permanecer pelo prazo mínimo de seis anos. Foi nomeado intendente-geral das Minas e Metais do Reino, e membro do Tribunal de Minas, pela Carta Régia de 18 de maio de 1801, e deveria dirigir as Casas da Moeda, Minas e Bosques de todos os domínios portugueses. Por decreto de 8 de julho de 1801, recebeu o encargo de administrar as antigas minas de carvão de Buarcos (Mina do Cabo Mondego) e restabelecer as abandonadas fundições de ferro de Figueiró dos Vinhos e Avelar. Por decreto de 12 de novembro de 1801, foi feito diretor do Real Laboratório da Casa da Moeda de Lisboa e incumbido de remodelar o estabelecimento; pela Carta Régia de 1º de julho de 1802 recebeu o encargo de superintender e ativar as sementeiras de pinhais nos areais das costas marítimas; pelo alvará de 13 de julho de 1807, foi nomeado superintendente do rio Mondego e Obras Públicas de Coimbra. Mas pouco ou nada pôde levar a cabo, pois tinha de enfrentar a rotina portuguesa, em resistência "ora passiva a qualquer esforço renovador, ora ativa, insidiosa, mal dissimulando sentimentos subalternos de inveja ou despeito". Lutou em vão contra o desleixo da administração pública e não lhe facultaram jamais os recursos indispensáveis ao trabalho. Não desejou a cátedra e não se sentia com dons de professor. E, em Coimbra, a reforma do Marquês de Pombal "não passara afinal de bons propósitos", segundo Octávio Tarquínio de Sousa, pois a universidade não possuía museu científico. Escreveu carta em 1806 ao conde de Linhares em que dizia: 
"Estou doente, aflito e cansado e não posso com tantos dissabores e desleixos. Logo que acabe meu tempo em Coimbra e obtenha a minha jubilação, vou deitar-me aos pés de S.A.R. para que me deixe acabar o resto dos meus cansados dias nos sertões do Brasil, a cultivar o que é meu".
Em 1808, em conjunto com Fernando Fragoso Saraiva de Vasconcelos, comandou as forças do Batalhão Académico que guarneceram Coimbra, no contexto da Guerra Peninsular. Conta o historiador Tito Lívio Ferreira que José Bonifácio quando chefe da polícia na cidade do Porto, combateu republicanos:
E tempo adiante, como chefe de polícia da cidade do Pôrto, vai reprimir, com pulso de ferro, as atividades políticas dos republicanos, chamados então anarquistas ou carbonários.
Obteve o posto de major, chegando a alcançar a patente de tenente-coronel e depois comandante. Quando os franceses ameaçaram Lisboa, em outubro de 1810, recebeu ordens de reunir o corpo e marchar para Peniche, onde ficou até a retirada do inimigo.[carece de fontes?] Na Academia Real atingiria o cargo de secretário perpétuo (1812). Sonhava com uma fábrica de aço e foi o responsável pela vinda para Portugal, e depois ao Brasil, de Guilherme von Eschwege, barão e mineralogista. Escreveu dois artigos, em 1815 e 1819, onde a palavra tecnologia é usada pela primeira vez, na língua portuguesa. Possivelmente teve seu primeiro contato com essa palavra no curso de siderurgia de Werner, em 1792, em Freiberg. Integrou o grupo de intelectuais que se reunia em torno de Domenico Vandelli, partilhando a visão de que o domínio da natureza era capaz de gerar riquezas e que, portanto, necessitava ser conhecido e explorado cientificamente.[carece de fontes?]

### Retorno ao Brasil

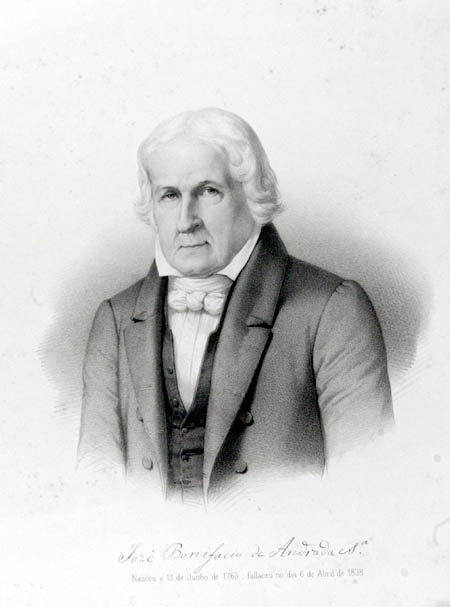
Gravura de José Bonifácio

Retornou ao Brasil em 1819, com 56 anos. Passara trinta anos na Europa e a colônia agora era reino unido e a sede da monarquia. Alguns dos velhos pecados continuavam, e o principal, a seus olhos, era a escravidão, pois o trabalhador era quase exclusivamente o negro, e a economia se organizara em benefício de uma classe privilegiada. Apontou imediatamente os pontos necessários a um extenso programa de trabalho: abolição do tráfico, extinção da escravidão, incorporação dos índios à sociedade, miscigenação orientada para suprimir choques de raças e de classes e de constituir uma "nação homogênea", transformação do regime de propriedade agrária com a substituição do latifúndio pela subdivisão de terras, preservação e renovação das florestas, localização adequada das novas vilas, aproveitamento e distribuição das águas e exploração das minas. Mas, desde 1808 na terra, D. João VI jamais nomeara ministro um brasileiro. Mortos o conde de Linhares em 1812, o conde da Barca e o marquês de Aguiar em 1817, e estando na Europa o conde de Palmela, os homens de maior valor na confiança real eram Tomás Antônio de Vila Nova Portugal e o conde dos Arcos. José Bonifácio recusou os convites recebidos para atuar como ajudante, e partiu para Santos onde seu irmão Martim Francisco era diretor de minas e matas da Capitania de São Paulo. O outro irmão, Antônio Carlos, estava preso na Bahia, pois participara da Revolução Pernambucana de 1817.

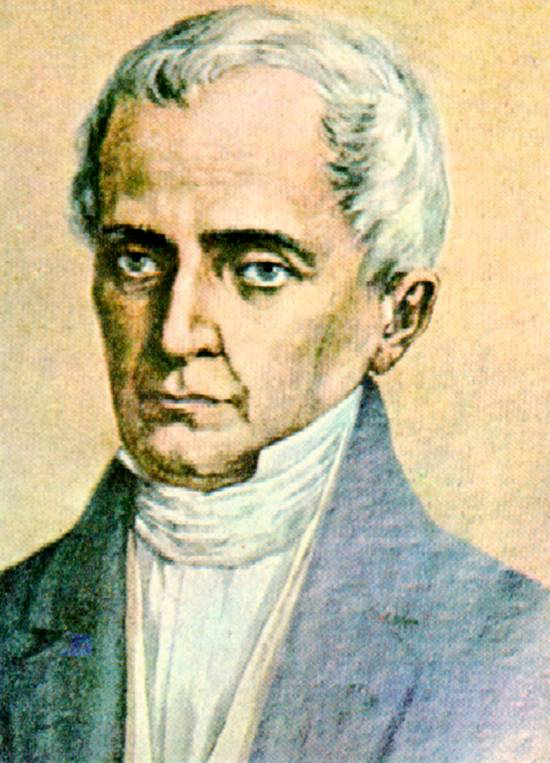
Martim Francisco

Com o Martim Francisco fez "atentas" pesquisas durante cinco semanas, em março de 1820, indo a Cubatão, à serra de Paranapiacaba, Ponte Alta, Borda do Campo, São Paulo, ao pico do Jaraguá na serra da Cantareira, Parnaíba, Pirapora, Itu e Sorocaba (onde visitaram a fábrica de ferro mal administrada por Friedrich Ludwig Wilhelm Varnhagen), São Roque e Cotia. Estudou depois as salinas, a cargo do físico-mor João Álvares Fragoso. José Bonifácio tudo inquiria e anotava, comenta Octávio Tarquínio de Sousa, 
"das questões básicas, como a do tráfico e da escravidão, às aparentemente menos importantes, como as que se referiam à alimentação e ao vestuário do povo, ou a certos costumes pouco recomendáveis. (…) Tudo interessava a José Bonifácio em sua terra e nenhum assunto lhe parecia trivial ou impróprio".
D. João VI lhe deu, por carta de mercê de 18 de agosto de 1820, o título de conselheiro. Como mudar de atitude era próprio do caráter do rei, anulando o que prometera e cedendo a pressões de Portugal e a inquietação contínua, D. João VI embarcou para Portugal a 24 de abril de 1821, com quatro mil pessoas na comitiva. O Banco do Brasil se viu desfalcado de cinquenta milhões de réis. Ia começar a última fase da independência do Brasil e nela teria papel preponderante José Bonifácio.

#### O processo da Independência do Brasil

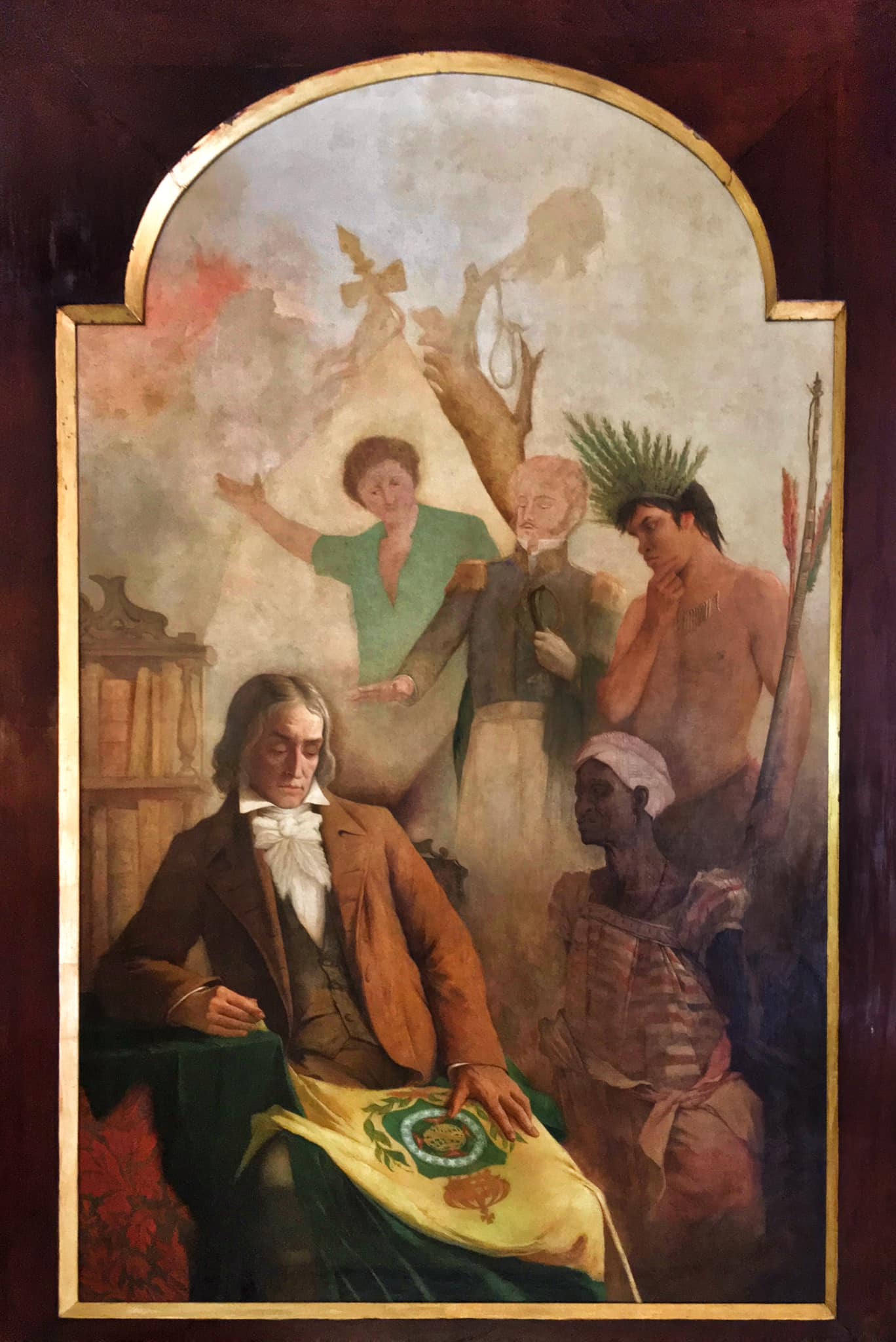
Retratado na pintura "A Fundação da Pátria Brasileira", de Eduardo de Sá, em 1899. (Acervo: Palácio Pedro Ernesto.

Era difícil perceber o rumo no ano de 1821. A revolução portuguesa apresentava fachada liberal e expunha como objetivo o estabelecimento de um regime constitucional. Os brasileiros queriam também liberdade e constituição. Por isso, até se desmascararem os móveis verdadeiros da revolução portuguesa, houve confusão no Brasil, e aceitaram mandato de deputado a Lisboa indivíduos de cunho nativista, antes implicados em revoluções contra a metrópole. Descobriu-se, mais tarde, que a revolução portuguesa imporia, caso vitoriosa, a supremacia econômica e política da antiga metrópole.
Mas, enquanto isso, iam-se formando em todas as províncias juntas governativas provisórias. Em São Paulo, em 12 de março de 1821, o governador e capitão-general João Carlos Augusto de Oyenhausen-Gravenburg anunciou o regime constitucional. Para dar os primeiros passos, José Bonifácio aceitou convite para presidir à eleição dos membros, e propôs que fosse por aclamação. Indicou Oyenhausen como presidente do governo provisório, recebeu aclamação de seu próprio nome como vice-presidente e, como um dos secretários (eram três, do Interior e Fazenda, da Guerra e da Marinha), foi indicado seu irmão Martim Francisco. Em 23 de junho de 1821, José Bonifácio iniciava seu papel político no Brasil.

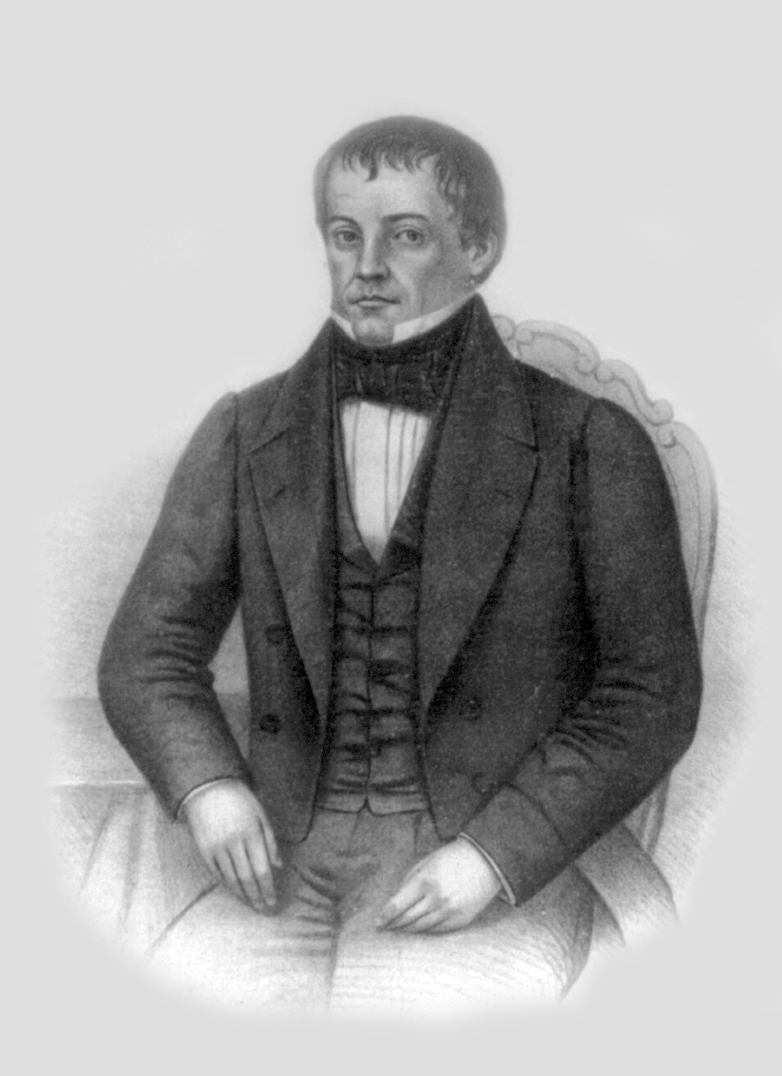
Diogo Antônio Feijó, eleito deputado à Constituinte em Lisboa em 1821 e, mais tarde, regente único de 1834 a 1837

Enquanto as demais juntas governativas se deixavam atrair por Lisboa e viam o Rio de Janeiro com desconfiança, a Junta de São Paulo foi a primeira a reconhecer a autoridade do príncipe regente D. Pedro de Alcântara. Em carta de 17 de julho de 1821 ao pai, o príncipe menciona José Bonifácio como o homem "a quem se deve a tranquilidade atual da província de São Paulo". Foram eleitos seis deputados paulistas à Constituinte em Lisboa, entre eles Antônio Carlos, recém saído da prisão e que se revelaria grande orador em Lisboa; o padre Diogo Antônio Feijó, mais tarde regente; Nicolau Pereira de Campos Vergueiro, depois senador e regente em 1831. Os seis deputados receberam do governo instruções na forma de um documento coletivo, intitulado Lembranças e Apontamentos, programa completo em que as necessidades primordiais do Brasil eram postas em foco. No documento estavam as principais ideias de José Bonifácio.
A parte mais desenvolvida dizia respeito ao Brasil, em doze itens: estabelecimento de um governo geral executivo, a cuja autoridade ficassem sujeitos os governos provinciais, definidos os limites da subordinação; a instrução pública, aumentando o número de escolas e criando pelo menos uma universidade; o desenvolvimento do povoamento do interior; a catequese e civilização dos índios, ou seja, sua integração; a emancipação gradual dos escravos e a proibição do tráfico; a alteração da estrutura fundiária, com a reintegração ao domínio do poder público das terras improdutivas. José Bonifácio era contrário tanto à escravidão quanto ao latifúndio e, nesse ponto, chocou-se com os poderosos interesses dos grandes proprietários e dos traficantes. Outra sugestão foi a fundação de uma cidade central no interior do Brasil, como efetivamente foi depois realizado no século XX com Brasília, para assento do governo nacional; sugeria ainda uma nova legislação sobre o regime de terras, pois as chamadas sesmarias, verdadeiros latifúndios, eram uma forma de exploração antieconômica e antissocial; e os deputados foram advertidos para incentivar um novo surto de mineração. Contudo, nada do que continha o documento seria aproveitado no trabalho das Cortes portuguesas. Dos 70 deputados brasileiros, apenas 50 chegaram a exercer mandato. O programa paulista era contrário ao que pretendiam as Cortes e, percebendo que o governo do Príncipe Regente no Rio seria o melhor instrumento de que poderiam servir-se os patriotas brasileiros, resolveram anulá-lo.
Em fins de maio de 1821 chegaram de Lisboa as bases da Constituição ali promulgada a 10 de março. A tropa portuguesa, que aderira à revolução do Porto e se tornara perturbadora da ordem fez, a 5 de junho, um pronunciamento, e obrigou D. Pedro, a princípio relutante, a jurar as bases. O impulso definitivo para a emancipação brasileira foi dado pela obstinada política recolonizadora das Cortes. As medidas tomadas em Lisboa tinham o mesmo objetivo: desunir e desarticular o Brasil, fazê-lo novamente colônia. E o maior perigo, percebido por José Bonifácio, era o sacrifício da unidade brasileira. A Junta Governativa da Bahia, por exemplo, com predominância de interesses comerciais portugueses e forte presença de tropa lusa, recusava obediência ao Príncipe Regente e se subordinava a Lisboa e às Cortes. Em Pernambuco se esperava algo mais radical, a adoção de um governo republicano. À dispersão geográfica se somava o desentendimento político. Desde outubro de 1821, os patriotas do Rio de Janeiro queriam proclamar a independência do Brasil, com o príncipe D. Pedro feito imperador. E este os advertiu do "delírio" que os empolgava e declarou-se pronto a morrer por "três divinais coisas — a Religião, o Rei, a Constituição".
Em 9 de dezembro de 1821, porém, chegaram ao Rio os textos dos últimos atos das Cortes que criavam governos provinciais anárquicos e independentes, mas sujeitos a Portugal, determinando o regresso quanto antes de D. Pedro para uma viagem, incógnito, aos reinos de Espanha, França e Inglaterra. Nada mais poderia manter a ilusão da continuidade do sistema de reino unido. As Cortes pretendiam anular a obra de D. João VI, fazendo de cada província brasileira uma província de Portugal.

O príncipe regente chegou a rascunhar um manifesto de despedida aos brasileiros. Mas já estava em curso uma ativa campanha, do clube da resistência na casa de José Joaquim da Rocha, e o príncipe foi mudando de atitude. Nas províncias, especialmente São Paulo e Minas Gerais, os atos recolonizadores produziam reação idêntica à do Rio. Começaram a receber assinaturas para uma representação em que se pedia ao príncipe ficar no Brasil. Para José Bonifácio, chegara a hora das grandes decisões e de uma ação enérgica para que o Brasil não se esfacelasse. A carta do Governo de São Paulo ao príncipe regente, datada de 24 de dezembro de 1821, é de sua autoria. Sobre a carta, disse Octávio Tarquínio de Sousa: 

"Se o tom é de violência, justificavam-na sua indignação e sua revolta, e era necessária para que D. Pedro sentisse claramente a disposição em que estavam os brasileiros de não mais se deixar dominar por Portugal." 

Seu pedido ao príncipe era quase uma ameaça: 
"É impossível que os habitantes do Brasil que forem honrados e se prezarem de ser homens, e mormente os paulistas, possam jamais consentir em tais absurdos e despotismos. V. A. Real deve ficar no Brasil quaisquer que sejam os projetos das Cortes Constituintes não só para nosso bem geral mas até para a independência e prosperidade futura do mesmo Portugal. Se V. A. Real estiver (o que não é crível) pelo deslumbrado e indecoroso decreto de 19 de setembro, além de perder para o mundo a dignidade de homem e de príncipe, tornando-se escravo de um pequeno número de desorganizadores, terá também que responder, perante o céu, do rio de sangue que decerto vai correr pelo Brasil". A carta chegou às mãos do príncipe no Rio a 1º de janeiro de 1822. Foi divulgada imediatamente por D. Pedro, e mandada imprimir na Gazeta do Rio, em 8 de janeiro. Em carta ao pai, de 2 de janeiro de 1822, D. Pedro escreveu: "Farei todas as diligências por bem para haver sossego, e para ver se posso cumprir os decretos 124 e 125, o que me parece impossível, porque a opinião é toda contra, em toda a parte".

#### Manifesto Paulista
O Manifesto Paulista refere-se a uma carta escrita por José Bonifácio de Andrada e Silva, no Solar dos Andradas, atual instalação do Centro de Preparação de Oficiais da Reserva de São Paulo, localizado no bairro Santana, município de São Paulo, datado em 24 de dezembro de 1821. Nesse documento, José Bonifácio, atendendo aos anseios dos paulistas, solicita a D. Pedro, então Príncipe Regente, que não cumpra as ordens das Cortes Portuguesas e permaneça no Brasil.

#### Antecedentes
Sob a influência da Revolução do Porto de 1820, que traçou destinos na vida política brasileira, D. João VI, rei de Portugal, Brasil e Algarves, retornou a Lisboa em 26 de abril de 1821, deixando seu filho, D. Pedro, como Príncipe Regente do Brasil.
Porém, as novas ordens oriundas de Portugal limitavam o poder do Príncipe Regente e centralizavam o controle nas mãos das Cortes de Lisboa. Determinações como o estabelecimento do vínculo administrativo das Províncias diretamente com Lisboa e a obrigatoriedade de Vossa Alteza em jurar os acordos estabelecidos na nova Constituição, que estava sendo elaborada em Portugal, reduziram o comando de D. Pedro à cidade do Rio de Janeiro.
A intelectualidade brasileira, que outrora defendera essa mesma lei magna, começava a desenvolver um movimento liberal para a promoção da independência política do país, respeitando a manutenção da monarquia, tendo a liderança do Príncipe Regente.

#### Mais Exigências das Cortes de Lisboa
No início de dezembro de 1821, aporta no Rio de Janeiro o brigue Infante D. Sebastião, portador de decretos que ordenavam o retorno de D. Pedro a Portugal, entre outras ordens. Iniciou-se, ali mesmo, um movimento de patriotas, denominado Clube da Resistência, que tinha como primeiro objetivo evitar a saída do Regente. No entanto, o próprio já escrevera ao seu pai, D. João VI que retornaria em breve.

#### O Movimento para a permanência de D. Pedro
No Rio de Janeiro, o movimento começou a colher assinaturas para que D. Pedro permanecesse no país. Em São Paulo e Minas Gerais foram enviados emissários para angariar o apoio à causa.
Para Minas Gerais, seguiu Paulo Barbosa da Silva. Na província paulista, desembarcou, em Santos, Pedro Dias Pais Leme, atingindo a cidade de São Paulo na noite de 23 de dezembro de 1821.

#### A elaboração do Manifesto Paulista
Já tendo conhecimento das decisões dos decretos vindos de Lisboa, por meio da “Gazeta Extraordinária”, de 11 de dezembro, o presidente Oeynhausen convocou uma sessão, em 21 de dezembro, para debater as providências aos decretos lusitanos. Ficou acordado na Ata da 73ª sessão que se escrevesse para a sua Alteza Real e suspendesse a execução das ordens. A Câmara Municipal de São Paulo, em sessão datada de 22 de dezembro, substituíra a nomeação de Martim Francisco, para que José Bonifácio se entendesse com D. Pedro.
O emissário Pais Leme, vindo do Rio de Janeiro, foi ao encontro de José Bonifácio e, chegou a Santana, onde, numa antiga fazenda, antes pertencente aos jesuítas, entregou-lhe os documentos. Encontrou-o atacado por uma doença, a erisipela.
Mesmo acamado por conta dessa doença, José Bonifácio, de sua residência em Santana, já esboçara um escrito ao Príncipe Regente e que sai datada em 24 de dezembro. Várias provas patenteiam a autoria da carta de Bonifácio, e evidenciam a escrita na data em que se encontrava em Santana, no Solar dos Andradas: a primeira, ele relaciona as notícias publicadas na Gazeta Extraordinária, conhecida por ele, antes dos emissários vindos do Rio de Janeiro chegarem a Santana; e a segunda, devido ao estilo e frases próprios dele.
E assim foi feito, do antigo casarão dos Andradas, hoje o atual Solar dos Andradas, onde funciona o Centro de Preparação dos Oficiais da Reserva de São Paulo, saiu Pais Leme, com a carta datada em 24 de dezembro de 1821. Esse documento ficou registrado na Câmara Municipal e intitulado como o Manifesto dos Paulistas para a permanência de D. Pedro. Finalmente, em 1º de janeiro de 1822, chegou às mãos do futuro Imperador.
O conteúdo completo desse manifesto encontra-se publicado na obra intitulada “História Geral do Brazil”, de autoria de Francisco Adolfo de Varnhagen, o Visconde de Cayru e no Jornal “Gazeta do Rio de Janeiro" de 8 de janeiro de 1822.

#### José Bonifácio
José Bonifácio, que defendia a ideia de manter a união com Portugal, dentro de um sistema de reino unido, com o Brasil tendo leis adequadas, com reformas sociais e econômicas e respeito aos direitos civis e políticos, viu-se afrontado e indignado, não restando uma solução em escrever o manifesto dos paulistas à D. Pedro.
O conceito de José Bonifácio era de defender a independência de Portugal e manter um regime monárquico sob a regência de D. Pedro.

#### Consequência do Manifesto Paulista
A representação escrita por Bonifácio no Solar dos Andradas, alinhado com os apoios de Minas Gerais e do Rio de Janeiro, levaram D. Pedro a optar por permanecer no Brasil, o que ficou conhecido como o Dia do Fico.

#### O Fico e o ano de 1822

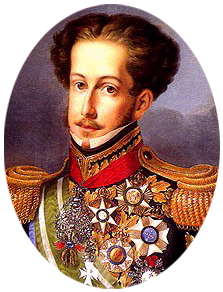
D. Pedro I

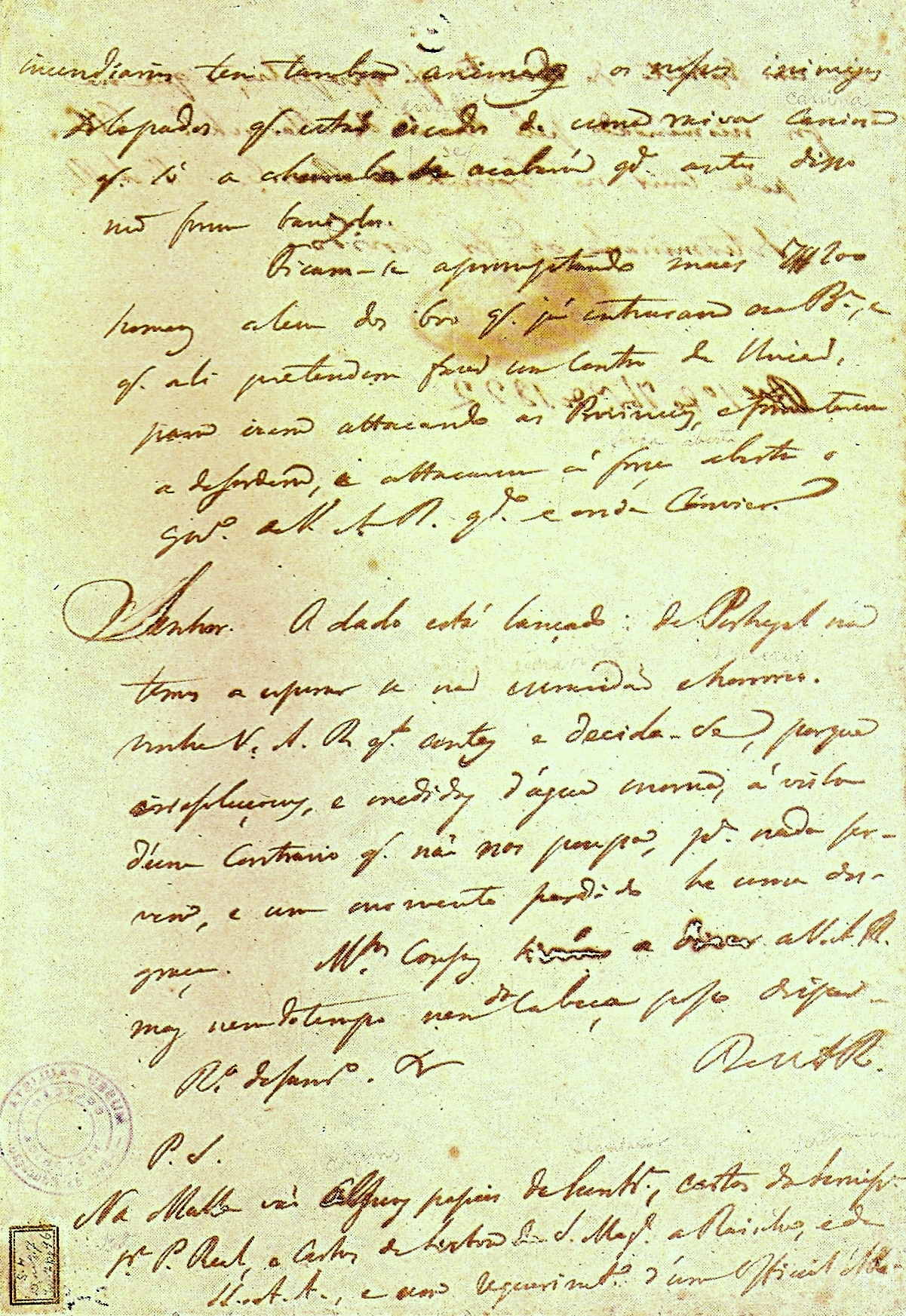
"Senhor. O dado está lançado: de Portugal não temos a esperar senão escravidão e horrores. Venha V.A.R. quanto antes e decida-se, porque irresoluções, e medidas d'água morna, à vista desse contrário que não nos poupa, para nada servem, e um momento perdido he uma desgraça" Carta de José Bonifácio a D. Pedro, datada de 1º de setembro de 1822. Acervo do Museu Paulista.

D. Pedro, no início de 1822, já tinha clara consciência do papel que os patriotas brasileiros lhe destinavam, e estava disposto a desempenhá-lo. No dia 9 de janeiro, quando José Clemente Pereira, presidente do Senado da Câmara do Rio, lhe entregou a representação fluminense, tentou adiar a resposta mas acabou declarando: "Como é para o bem de todos e felicidade geral da nação, estou pronto: diga ao povo que fico!". Por sua vez, José Bonifácio chegou ao Rio a 17 de janeiro, na representação paulista. Foi nessa ocasião que se entreteve na fazenda de Santa Cruz com a princesa D. Leopoldina. O príncipe de 23 anos o nomeou, aos 60 anos, seu Ministro e Secretário de Estado dos Negócios do Reino — o primeiro brasileiro a ocupar um cargo semelhante — demitindo Marcos de Noronha e Brito. Disse Octávio Tarquínio de Sousa: "Não estava mais em idade de contentar-se com a simples aparência das coisas, nem o enganavam palavras, por mais prestigiosas que fossem". Suas ideias estavam esboçadas nas instruções feitas para os deputados paulistas às Cortes, e atacavam os problemas sociais e econômicos. Queria uma organização democrática, queria governo responsável, sistemas representativos, garantias constitucionais. Mais importante que tudo era a preservação da ordem pública — pois a tropa portuguesa se passara para Niterói.

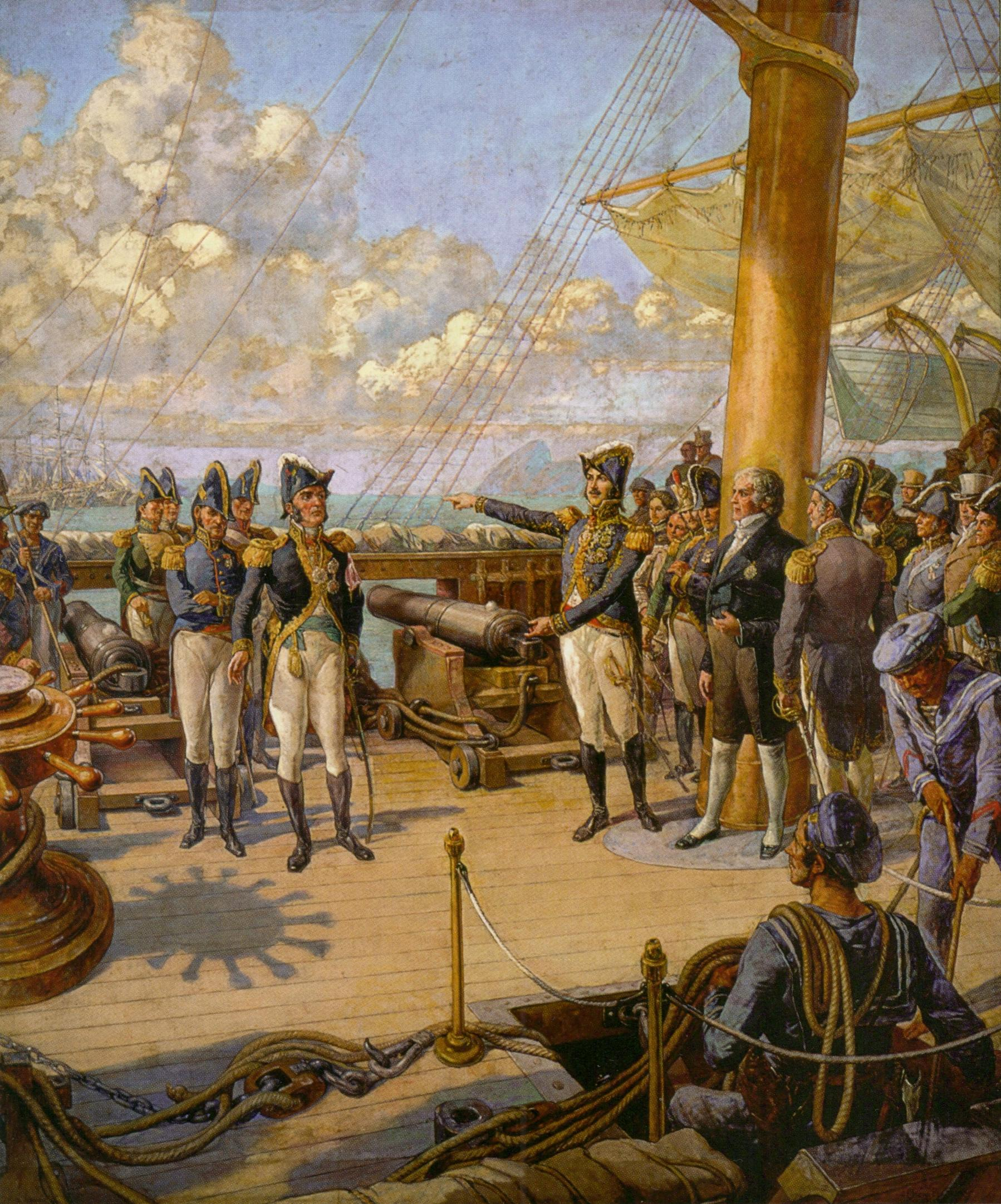
Príncipe regente dom Pedro (direita) ordena ao oficial português Jorge Avilez (esquerda) que retorne a Portugal após sua rebelião fracassada, à bordo da fragate União, em fevereiro de 1822. José Bonifácio pode ser visto ao lado de Pedro.

A 21 de janeiro, José Bonifácio ordenou ao desembargador do paço chanceler-mor que não mais fizesse a repartição das leis vindas de Portugal sem antes as submeter ao príncipe regente. E, a 30 de janeiro de 1822, concitava os governos provisórios de todas as províncias a promoverem a união das mesmas com sujeição à regência de D. Pedro. Decreto de 22 de fevereiro de 1822, referendado por José Bonifácio, convocou a Junta de Procuradores das províncias. Já começava a ter problemas com certo grupo de políticos do Rio de Janeiro: Joaquim Gonçalves Ledo, Januário da Cunha Barbosa e José Clemente Pereira apareciam a seus olhos como demagogos e agitadores que só queriam precipitar os acontecimentos.
A José Bonifácio se deve seguramente a adesão de D. Pedro ao movimento emancipador. E sua orientação foi fundamental para que este se desse sem transbordamentos inúteis, sem choques. Como medida preliminar, entendia-se necessária a união das províncias — mas no Pará, na Bahia, no Maranhão, não faltava quem quisesse continuar na dependência das Cortes. A posição de Pernambuco parecia-lhe ambígua. Sua primeira atitude foi assegurar a adesão efetiva de Minas Gerais e por isso fez o Príncipe Regente viajar para lá. Essa viagem serviu para uma radical transformação de ânimo em D. Pedro. Em sua ausência, por decreto de 23 de março de 1822, cabia a José Bonifácio como ministro do Reino a chefia do governo.
Nos primeiros meses os dois se entenderam tão bem, de modo íntimo e sem etiquetas, e D. Pedro vinha vê-lo para despachar em sua casa no Rossio Grande (atual Praça Tiradentes). Com isso, despertaram ciúmes no grupo de patriotas cariocas, que desejavam influência, entrar para o governo, manejar o poder. Esse grupo foi o indutor de que o título de "protetor e defensor perpétuo do Brasil" fosse oferecido a D. Pedro e, a 13 de maio de 1822, dia de gala e beija-mão do povo por ser o do aniversário do rei D. João VI, D. Pedro aceitou ser aclamado "defensor", mas disse que "o Brasil não precisava de sua proteção e a si mesmo se protegia". A iniciativa foi tomada à revelia de José Bonifácio. O problema seguinte do ministro do Reino foi a convocação de uma Assembleia Constituinte, ideia de todos os patriotas — e desde 3 de abril de 1822, carta do príncipe regente a José Bonifácio a considerava "o único açude que possa conter uma corrente tão forte". José Bonifácio não seria em princípio contrário, mas hesitava decerto acerca de sua oportunidade. Preferia, antes assegurar a unidade nacional, firmar a solidariedade das províncias, e temia o que chamava "as desordens das Assembleias Constituintes".
Mas, as Cortes continuavam em seu propósito de fazer o Brasil voltar à situação colonial, sentia a necessidade de uma ação imediata. Fez-se, então, uma representação a D. Pedro, em 23 de maio, para que a convocasse sem demora. Dois dias antes, o príncipe regente escrevia ao pai: "As leis feitas tão longe de nós, por homens que não são brasileiros e não conhecem as necessidades do Brasil, não poderão ser boas". Mas, ao receber a representação, teve palavras moderadas, dilatórias, que devem ter-lhe sido inspiradas por José Bonifácio. No Rio não escasseavam os elementos reacionários, chamados "pés de chumbo", gente do comércio e traficantes de escravos, o que estimulava ardores nativistas e favorecia mesmo o surto de ideias radicais, nitidamente republicanas ou democráticas puras. Ganhava mais do que nunca ascendência, o grupo de Gonçalves Ledo à frente, os quais José Bonifácio considerava sôfregos agitadores. A 1º de junho, o príncipe regente baixou uma proclamação em que falava da pátria ameaçada e marcava para 2 de junho a reunião do Conselho dos Procuradores-Gerais das províncias, para saber o que pensava da constituinte. Em 24 horas o conselho lhe enviou um requerimento, em que pedia a convocação. A 3 de junho de 1822 foi expedido decreto em que José Bonifácio convocou a Assembleia Geral Constituinte e Legislativa, no qual ainda se falava em manter a integridade da monarquia portuguesa e a união com Portugal.

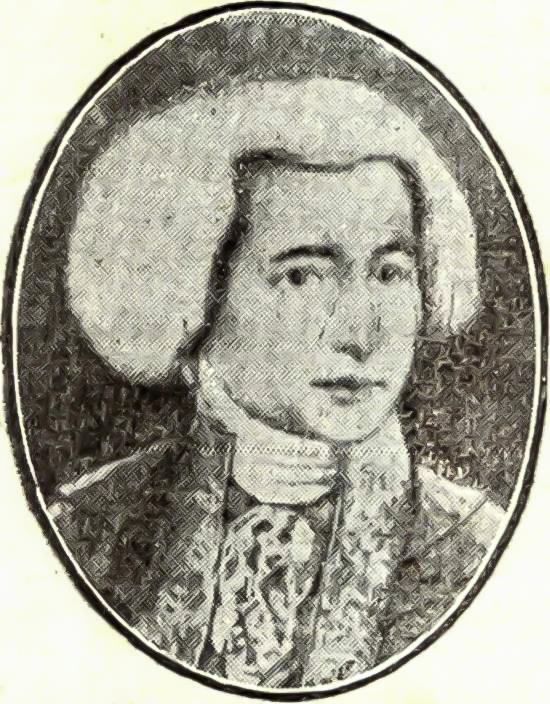
Caetano Pinto de Miranda Montenegro integrou o gabinete dos Andradas. Foi o primeiro ministro da Justiça do Brasil.

Mas, a 15 de junho foi dado outro passo rumo à ruptura com Portugal, pois José Bonifácio comunicou ao cônsul inglês que mandava admitir nas alfândegas os navios britânicos, independente do certificado do consulado de Portugal em Londres, até que fosse nomeado um cônsul do Brasil naquela cidade. Pernambuco aderiu rapidamente ao príncipe regente, mas na Bahia a situação continuava séria e, a 15 de junho, D. Pedro enviou carta em que mandava o general Madeira embarcar sem demora para Portugal. Foi necessário enviar uma expedição contra ele e, como comandante, José Bonifácio indicou o general francês Pedro Labatut que já havia submetido a província de Sergipe. Enquanto isso, em São Paulo ocorria o golpe que se chamou "a bernarda de Francisco Inácio", do qual entretanto saíram fortalecidos os Andradas, e Martim Francisco foi nomeado ministro da Fazenda em 4 de julho de 1822, passando Caetano Pinto de Miranda Montenegro, Marquês de Vila Real da Praia Grande, para a recém criada pasta da Justiça. As finanças estavam em estado caótico, e o novo ministro foi, como em São Paulo, inflexível com os devedores do erário, em regra os poderosos da terra, habituados a não recolherem aos cofres o que deviam. A oposição aos irmãos, com isso, só podia crescer.
Neste mesmo ano, José Bonifácio se tornou o primeiro Grão-Mestre do Grande Oriente do Brasil (Maçonaria), que foi oficialmente instalado dia 17 de junho de 1822.

#### Guerra da Independência do Brasil
Em fins de julho chegaram ao Rio notícia de que as insensatas Cortes de Lisboa enviavam numerosa tropa para dominar o país. José Bonifácio já se entendia melhor com Gonçalves Ledo e com os membros mais destacados da maçonaria no Grande Oriente, sobretudo com o general Luís Pereira da Nóbrega de Sousa Coutinho, nomeado ministro da Guerra desde 27 de junho de 1822. Tomou medidas da maior gravidade, como a de declarar inimigas as tropas que Portugal mandasse para o Brasil, por meio do decreto de 1º de agosto, em que D. Pedro se dava como "regente do vasto Império do Brasil pelo consentimento e espontaneidade dos povos" e, a bem dizer, declarava guerra a Portugal.
O decreto e o manifesto que o acompanhava eram já sinal da decisão tomada: a ruptura completa. Mas eram atos dirigidos ao povo brasileiro. José Bonifácio, como ministro dos Estrangeiros, preparou o arrazoado em que se baseava o príncipe para ser levado aos demais povos. Foi ele, juntamente com Gonçalves Ledo o autor do documento de 6 de agosto de 1822: extenso, imoderado, de linguagem por vezes inconveniente, onde expunha o legítimo ressentimento por três séculos de dominação, e avisava ao mundo que os brasileiros não mais admitiriam a volta ao regime anterior.

Na cópia enviada a 14 de agosto de 1822 ao corpo diplomático acreditado no Rio, José Bonifácio explicou a posição do Brasil: 
"Tendo o Brasil, que se considera tão livre quanto o reino de Portugal, sacudido o jugo da sujeição e da inferioridade com que o reino irmão o pretendia escravizar, e passando a proclamar solenemente a sua independência e a exigir uma assembleia legislativa dentro do seu próprio território, com as mesmas atribuições que a de Lisboa…" 
Desde 12 de agosto estavam nomeando Felisberto Caldeira Brant Pontes, o futuro marquês de Barbacena, encarregado de negócios junto ao governo britânico; Manoel Rodrigues Gameiro Pessoa para Paris; e Luís Moutinho para Washington. Em suas instruções, redigidas por José Bonifácio, o item principal era a independência do Brasil.

#### Proclamação de Independência

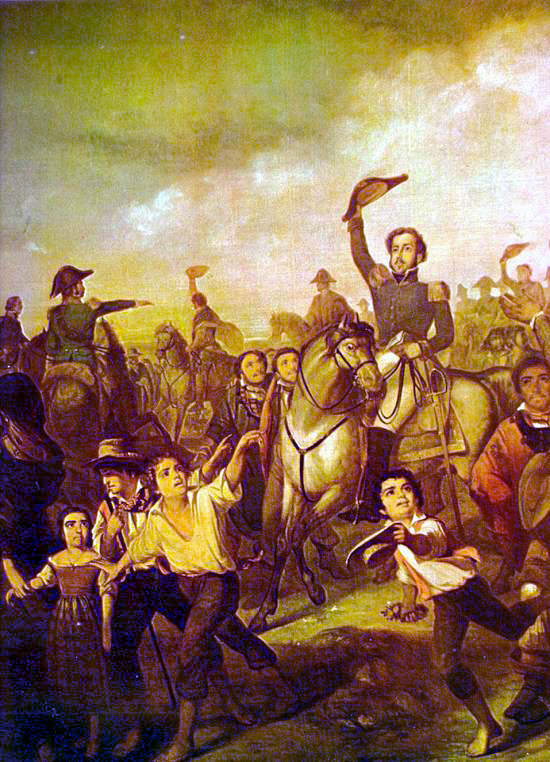
A declaração da Independência

O príncipe regente, a 14 de agosto de 1822 partiu para São Paulo, cujo governo reacionário parecia querer desacatar José Bonifácio. Tivera antes sucesso em sua missão a Minas, pretendia repetir o êxito em São Paulo. Foi bem recebido e, "com a autoridade que suas estroinices e desmandos só mais tarde diminuiriam", pôs ordem no governo provincial. Em sua ausência ficara como regente sua mulher, a princesa D. Leopoldina de Habsburgo, colaboradora da obra de José Bonifácio. Tinha poderes para, em Conselho de ministros, tomar com o mesmo as medidas necessárias "ao bem e à salvação do Estado".

No fim de agosto chegaram ao Rio três navios de Lisboa, com notícias de que as Cortes tinham decidido reduzir o príncipe a simples delegado temporário, e apenas nas províncias onde exercia autoridade, com ministros vindos de Lisboa; haviam anulado a convocação do Conselho dos Procuradores das Províncias e mandariam processar todos quantos tivessem procedido contra sua política. O visado era José Bonifácio, tido como o maior responsável pelos acontecimentos. Este recebeu, ao mesmo tempo, carta de seu irmão Antônio Carlos, que estava em Lisboa. E escreveu a D. Pedro: 
"O dado está lançado e de Portugal não temos a esperar senão escravidão e horrores. Venha V.A. quanto antes e decida-se, porque irresoluções e medidas d'água morna, à vista desse contrário que não nos poupa, para nada servem e um momento perdido é uma desgraça". 
Com sua carta seguiram cartas de D. Leopoldina, incitando o marido ao gesto, uma de Antônio Carlos, outra de Henry Chamberlain.

O emissário, Paulo Emílio Bregaro, encontrou D. Pedro que voltava de Santos, leu os papéis, demonstrou sua grande indignação, e, ao encontrar a Guarda de Honra que o esperava nas margens do riacho Ipiranga, comunicou que as Cortes queriam "massacrar" o Brasil. Eram quatro e meia da tarde de 7 de setembro de 1822, e o príncipe, num verdadeiro brado, exclamou: 
"É tempo! Independência ou morte! Estamos separados de Portugal".

#### O fim do ano 1822: aclamação e tumultos

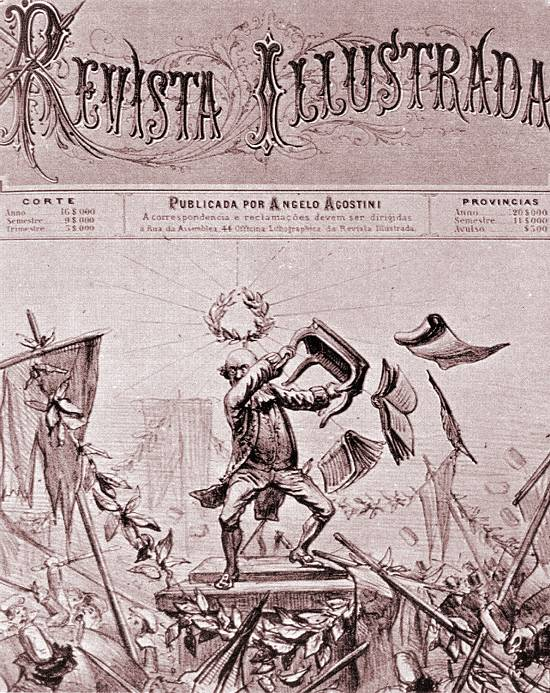
Caricatura de José Bonifácio, por Angelo Agostini.

José Bonifácio, confirmado ministro do Interior e dos Negócios Estrangeiros, foi tomando providências no novo governo. Por decreto de 18 de setembro, descreveu as armas e a bandeira brasileira como se mantiveram até 1889. Por outro decreto, também de 18 de setembro, criou o tope nacional brasileiro, verde e amarelo. Noutro, concedia anistia geral para todas as passadas opiniões políticas — mas excluindo dos benefícios aqueles que se achassem presos e em processo. Pediu, pela primeira vez, demissão quando Ledo inspirou ao imperador um decreto mandando cessar a devassa em São Paulo.
Mas D. Pedro, mesmo ligado a José Bonifácio, vinha sofrendo o assédio do grupo de Gonçalves Ledo, apontado como representante genuíno do sentimento popular. No dia de sua chegada de São Paulo, D. Pedro foi tomar posse de seu cargo. Não desejava abandonar José Bonifácio, mas sim, tendo criado fé em seu destino, ganhara confiança em si mesmo e tinha o intento de ouvir outras opiniões. Em setembro e outubro de 1822, D. Pedro parecia ter oscilado mais que nunca, com seu temperamento nervoso, de um lado entre os patriotas, querendo tudo e disputando a primazia, e do outro, José Bonifácio, procurando chegar aos mesmos fins mas sem demagogia nem precipitações.
Este grupo preparou outra ação política importante, a da Aclamação de D. Pedro I, a 12 de outubro de 1822, como imperador constitucional do Brasil. Estipulava-se uma cláusula do juramento prévio que o novo imperador deveria prestar à Constituição, a ser redigida por uma Assembleia Constituinte. A essa cláusula, José Bonifácio se opôs terminantemente, e foi ela a razão de seu rompimento com o grupo de Gonçalves Ledo. Mas, depois que D. Pedro dissolveu a Constituinte, passou a exibir uma concubina, criou tribunais de exceção, fez morrer patriotas na forca, exilou e manteve José Bonifácio no exílio durante seis anos e, mais do que tudo para os "democratas", outorgou uma Constituição que não cumpriu. Ledo não figurou entre os liberais que se opuseram ao imperador.

#### Campanhas pela Independência
Os ministros da Regência de D. Pedro reduziram seus ordenados à metade do que eram em tempo de D. João VI. […] José Bonifácio, recebendo [seu salário], meteu-os no fundo do chapéu, e no teatro lhe roubaram o chapéu e o conteúdo. O primeiro ministro do Império do Brasil achou-se, no dia seguinte, sem ter com que mandar comprar o jantar. […] O Imperador entendeu que o ministro, vista a penúria em que se achava, deveria ser indenizado, pagando-se-lhe outro mês de ordenado, e neste sentido deu ali as ordens ao ministro da Fazenda. Martim Francisco (irmão de José Bonifácio e ministro da Fazenda) não obedeceu. Disse ao Imperador que não havia lei que pusesse a cargo do Estado os descuidos dos empregados públicos; que o ano tinha para todos 12 meses, e não 13 para os protegidos; e finalmente pedia a S. Majestade retirasse a sua ordem, porque não era exequível. Que ele, Martim Francisco, repartiria com seu irmão o seu ordenado, e que viveriam ambos com mais parcimônia naquele mês, o que era melhor do que dar ao país o funesto exemplo de se pagar ao ministro duas vezes o ordenado de um só mês.

Antônio de Menezes Vasconcellos Drummond, in "Anotações de A. M. V. de Drummond a sua biografia", 1890.
O momento era grave, pois a Bahia, o Piauí, o Maranhão e o Pará continuavam fora da comunidade nacional, e havia perigo de uma reação armada de Portugal. José Bonifácio queria a aclamação de D. Pedro como imperador, mas queria também um Poder Executivo forte, que assegurasse a ordem, e terminasse a tarefa de unir as províncias. Temia as assembleias constituintes. Na véspera da aclamação, José Bonifácio já teria retomado seu ascendente sobre D. Pedro e, a 12 de outubro, D. Pedro I foi aclamado imperador constitucional do Brasil em meio a grandes festas, mas sem a cláusula do juramento prévio.
A apreciação de numerosos historiadores é que, sem ele no governo, a unidade do Império teria sido preservada com dificuldades muito maiores, e o Brasil, dividido e dilacerado, não escaparia provavelmente aos transes do caudilhismo e da tirania militar. Mas houve choques com os irmãos Andrada, a 28 de outubro de 1822, e D. Pedro organizou novo gabinete, em que José Bonifácio foi substituído por José Egídio Álvares de Almeida, o barão de Santo Amaro, seu velho companheiro em Coimbra na secretaria do Império e Estrangeiros, e Martim Francisco foi substituído na Fazenda pelo desembargador João Inácio da Cunha.
José Joaquim da Rocha iniciou um movimento pela volta dos Andradas ao poder, com intenso trabalho de propaganda, sessões tumultuosas no Senado da Câmara, manifestações populares — e José Bonifácio voltou, sendo reintegrado em seu posto por decreto de 30 de outubro de 1822. Tomou medidas rigorosas, como o exílios. Partiram para o Havre, em 20 de dezembro de 1822, José Clemente Pereira, o cônego Januário e Pereira da Nóbrega. Gonçalves Ledo conseguiu fugir para Buenos Aires. Chamou-os todos, em portaria de 11 de novembro, de "furiosos demagogos e anarquistas".
José Bonifácio, ministro do Império, a quem cabia portanto dirigir a política interna, e ministro dos Estrangeiros, ainda foi o responsável pela criação de uma Marinha de Guerra. Caldeira Brant enviou-lhe de Londres cerca de 400 marinheiros e oficiais ingleses, postos à disposição de Thomas Cochrane, ávido e experiente lobo-do-mar sem muitos escrúpulos, conde de Dundonald, feito mais tarde Marquês do Maranhão e que se encontrava no Chile, a cuja marinha servia. Cochrane foi contratado pelo governo imperial para fazer guerra no mar aos portugueses e às Juntas Governativas das províncias do Piauí, Maranhão e do Grão-Pará até então refratárias à separação. O governo da Província Cisplatina capitulava, por D. Álvaro da Costa, em 18 de novembro de 1823. No final deste ano todas as províncias estavam integradas politicamente no novo império.
Medida de guerra foi ainda o decreto de 11 de dezembro de 1822, em que José Bonifácio ordenou o sequestro de todas as mercadorias nas alfândegas do Império de propriedade de portugueses, as que estivessem em mãos destes, os prédios rústicos e urbanos, as embarcações pertencentes a súditos de Portugal. Outro decreto, de 30 de dezembro de 1822, elevou para 24% os direitos de importação de mercadorias portuguesas, equiparadas assim às dos demais países do mundo, salvo as da Inglaterra que, por força do tratado de 1810, continuavam a pagar 15%.
José Bonifácio, que não usava escravos em suas propriedades, escrevera ao mesmo Caldeira Brant desde outubro de 1822, pedindo para o Brasil trabalhadores rurais ingleses, para estabelecê-los no Brasil. Vieram cerca de 250, como a 16 de janeiro de 1823 comunicou Caldeira Brant, inicialmente pelo navio Lawpin.

#### A Assembleia Constituinte: 1823

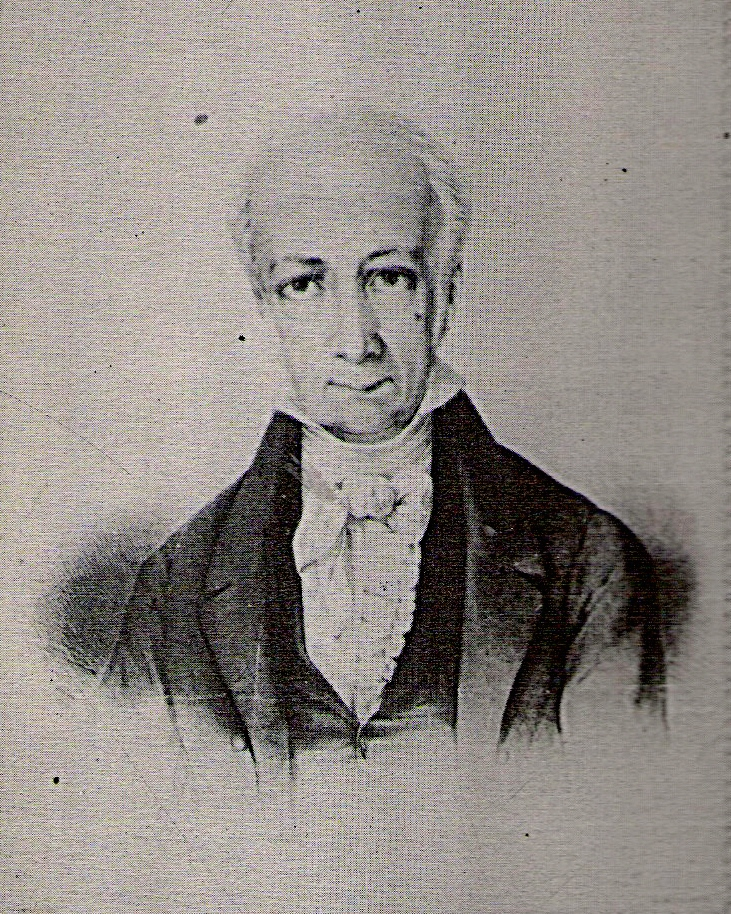
Antônio Carlos, irmão de José Bonifácio, liderou a oposição a D. Pedro I na Constituinte de 1823.

1823 foi o grande ano da Constituinte. Um decreto de 14 de abril fixou para 17 do mesmo mês e ano a primeira reunião preparatória e, a 3 de maio, a abertura definitiva. A opinião de José Bonifácio estava expressa na frase que D. Pedro I pronunciou em sua coroação, na cerimônia pomposa e teatral em 1º de dezembro de 1822: "Com a minha espada defenderei a pátria, a nação e a Constituição, se for digna do Brasil e de mim". Era a advertência aos deputados, como o resto de sua fala, a que não perpetrassem apenas uma obra de teóricos e sonhadores. Para José Bonifácio, o mandato dos constituintes não era irrestrito, a forma de governo fora predeterminada: uma monarquia constitucional.
Num Brasil com um milhão de escravos numa população total inferior a quatro milhões, mal saído da opressão colonial, sem escolas, sem universidades, em que até 15 anos atrás não se admitia a existência de um prelo, de um jornal, a assembleia congregava muitos homens de valor — mas todos inexperientes em assuntos de técnica parlamentar e legislativa. A posição do governo se tornou menos cômoda. Surgiram logo os protestos liberais, o governo mantinha gente nas prisões sem culpa formada, ordenava deportações, coagia a imprensa. Formou-se na Constituinte uma oposição aguerrida, e José Bonifácio não possuía os dons necessários de convencimento, era mau orador, com timbre de voz antipático, não se preocupava em ser amável, não disfarçava certo tom arrogante. "Por não ser mais sereno, carrega hoje culpas que não lhe cabem", concluiu Octávio Tarquínio de Sousa, como o atentado de que foi vítima o jornalista Luís Augusto May. Enquanto isso, D. Pedro passou a acreditar em todos os elogios, em todos os louvores, acreditando-se o herói único, autor exclusivo da independência.

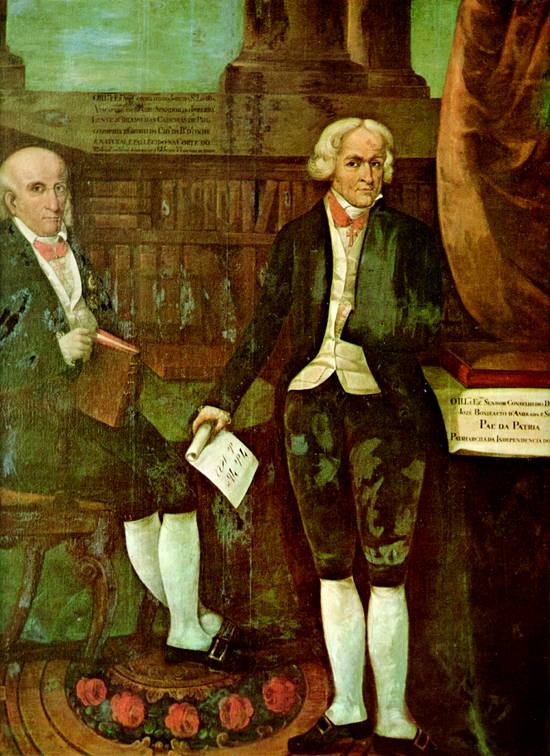
Visconde de Cairu e José Bonifácio, em quadro do pintor R. Nunes, disponível na Câmara de Vereadores de Salvador, Bahia.

José Bonifácio caiu após um episódio que envolveu o padre Francisco Muniz Tavares, deputado por Pernambuco, sobre a situação dos portugueses no Brasil. O projeto de deportação não vingou, mas deu ensejo a que se dissesse o que não deveria ter sido dito. O imperador decidiu afastar seu ministro e demiti-lo por uma questiúncula de política regional paulista. José Bonifácio se considerou demitido na noite de 15 de julho de 1823. Seu substituto foi José Joaquim Carneiro de Campos, depois Marquês de Caravelas. Solidária, demitiu-se também sua irmã Maria Flora Ribeiro de Andrada das funções de camareira-mor da imperatriz.

Sobre este episódio comenta Maria Graham: 
…"a renúncia de José Bonifácio é certa, e não menos certa a de seu irmão Martim Francisco, cuja honestidade irrepreensível à frente do Tesouro não será facilmente substituída. (…) A ideia mais geral é a de que os Andradas foram sobrepujados por um partido republicano da Assembleia. (…) Entrementes José Joaquim Carneiro de Campos é o primeiro-ministro e Manuel Jacinto Nogueira da Gama está à testa do Tesouro; homem bastante rico para ficar acima de qualquer tentação cujo caráter, quanto à integridade, está escassamente abaixo de seu predecessor"".
Em uma entrevista dada em 5 de setembro de 1823 a O Tamoyo, jornal por ele fundado em agosto de 1823 após sua demissão do governo, e que só viveu três meses, ele explicou suas ideias, abriu seu coração. O homem público estava intacto, cheio de interesse pela política. Não podia afastar-se da Corte, pois era deputado à Constituinte, mas lutaria contra o que não lhe agradava. A 1º de setembro de 1823 foi lido o projeto de Constituição, com 272 artigos, do qual Antônio Carlos, seu irmão, era o relator e autor principal. Era francamente liberal, e criava um poder executivo forte, delegado ao imperador. Mas havia no seio da assembleia já quatro ou cinco grupos. E, em Portugal, um golpe absolutista contra as desastradas Cortes investira novamente D. João VI na plenitude dos poderes do Estado. Portugueses e reacionários começavam no Brasil a levantar a cabeça.
O imperador ia aos poucos cedendo, e o elemento militar luso ia-se infiltrando no exército, tornando-se perigoso e insolente. A campanha dos que se intitulavam os patriotas continuava, nacionalista e antiportuguesa. Houve discursos de grande exaltação em novembro de 1823, depois do episódio com o boticário Davi Pamplona Corte Real. O imperador refez então seu gabinete com gente incolor ou reacionária. Francisco Vilela Barbosa, depois Marquês de Paranaguá, chegado há pouco de Portugal, foi escolhido novo ministro do Império. A tropa passou a exigir restrições à liberdade de imprensa e a expulsão dos Andradas da Assembleia. A dissolução da Constituinte tornou-se inevitável. Segundo Maria Graham "a verdadeira causa do desprestígio de José Bonifácio estava na amante do Imperador e no Plácido. Suponho que estão vendidos ao partido português, afirma — sendo eles próprios pés de chumbo." (…) Quando os Andradas foram deportados, foi uma inglesa, Mrs. Chamberlain, senhora do cônsul inglês no Rio, que obteve licença para que suas esposas pudessem acompanhá-los.
José Bonifácio foi preso em casa e levado para a Fortaleza da Laje, após o golpe de força da dissolução da Assembleia pelo imperador, em 12 de novembro de 1823. Não haveria nova Constituinte — D. Pedro I outorgaria uma Constituição a 24 de março de 1824, sendo esta uma adaptação do anteprojeto de Antônio Carlos, em curso na Assembleia Constituinte dissolvida. Condenado ao exílio, deixou o Rio de Janeiro numa velha charrua, chamada Lucônia, a 20 de novembro de 1823, comandada pelo português Joaquim Estanislau Barbosa, com destino ao Havre. Após um motim durante a viagem, pararam em Vigo, na Espanha, a 12 de fevereiro, e quase foram apresados por navios portugueses, escapando graças à intervenção do cônsul da Inglaterra, que o procurou a bordo. Seguiram por terra, para Corunha, e de barco, para Bordéus, onde desembarcaram a 5 de julho.

### Exílio e retorno ao Brasil

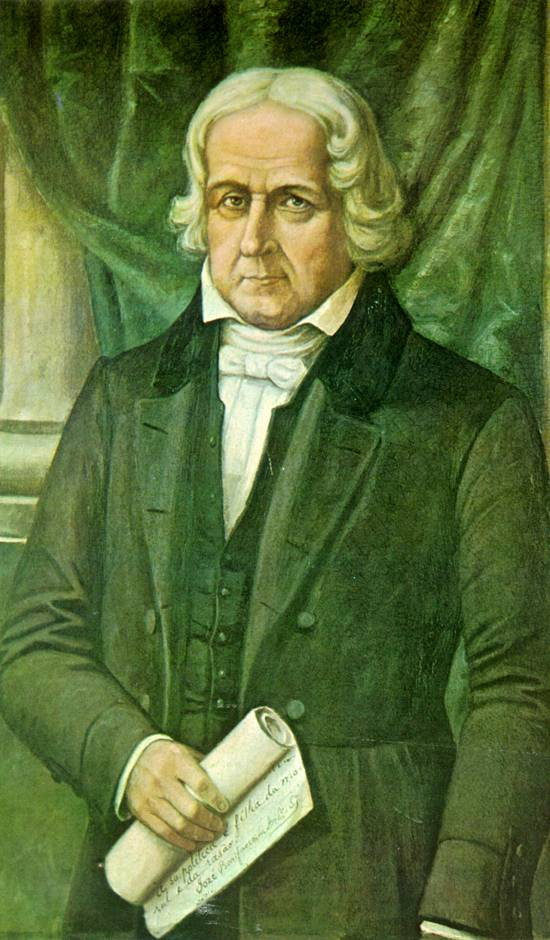
José Bonifácio retratado por Benedito Calixto.

Banido, José Bonifácio foi residir em Talence, a quatro quilômetros de Bordéus, com sua família. Viveria no exílio dos 61 aos 66 anos. Martim Francisco e Antônio Carlos moravam também em Bordéus. Neste período renasceu nele o trabalhador intelectual, o homem de estudos. E a "solidão do campo", como escreveu a amigos, lhe trouxe "a mania antiga de poeta". Traduziu Virgílio e Píndaro, compôs, e em 1825, sob o pseudônimo arcádico de Américo Elísio, publicou em Bordéus as Poesias avulsas, gastando nisso 500 francos. Não era bom poeta, nem poeta original. As notícias do Brasil não o podiam deixar contente. D. Pedro I, a 25 de março de 1824, outorgada a Carta Constitucional, fora implacável ao abafar o movimento revolucionário do Nordeste, conhecido como Confederação do Equador, nascido da dissolução da Assembleia. 
"O partido português havia assumido tal importância em setembro de 1824 que o mais leve sinal de inteligência num ministro brasileiro o derrubaria. Todos os oficiais do palácio, as mulheres inclusive são portugueses ou franco-lusitanos".
Preocupavam-no sobretudo as negociações para o reconhecimento da independência, com Portugal e a Inglaterra, que se arrastaram até agosto de 1825. O fato de o Brasil aceitar pagar dois milhões de esterlinas a Portugal lhe pareceu mais uma "carta de alforria" do que o reconhecimento. Foi impiedoso com D. João VI, a quem chamou de "João Burro", e com D. Pedro, a quem comparou a Pedro Malasartes. Considerava um insulto que D. Pedro tivesse outorgado a sua amante Domitília de Castro e Canto Melo o título de Viscondessa de Santos, justamente a cidade em que nascera.
Em maio de 1826 foi instalada a primeira Assembleia Legislativa brasileira. D. Pedro I não agiu imparcialmente na escolha dos senadores, nem se deveria esperar isso dele. Morreu o rei D. João VI e D. Pedro lhe sucedera no trono português. Porém, ele outorgou uma Carta, decretando anistia geral e abdicando em favor de sua filha D. Maria da Glória, futura D. Maria II. Enquanto isso, a devassa aberta contra os Andradas se eternizava em São Paulo, avançando até 1828, e José Bonifácio permanecia em Bordéus. Neste período foi duas vezes votado como deputado pela Bahia. Antônio Carlos e Martim Francisco conseguiram autorização para o regresso e deixaram Bordéus a 26 de abril de 1828, sendo recolhidos à Fortaleza da Ilha das Cobras, no Rio, a 4 de julho, e a 6 de setembro de 1828 lograram absolvição e liberdade.

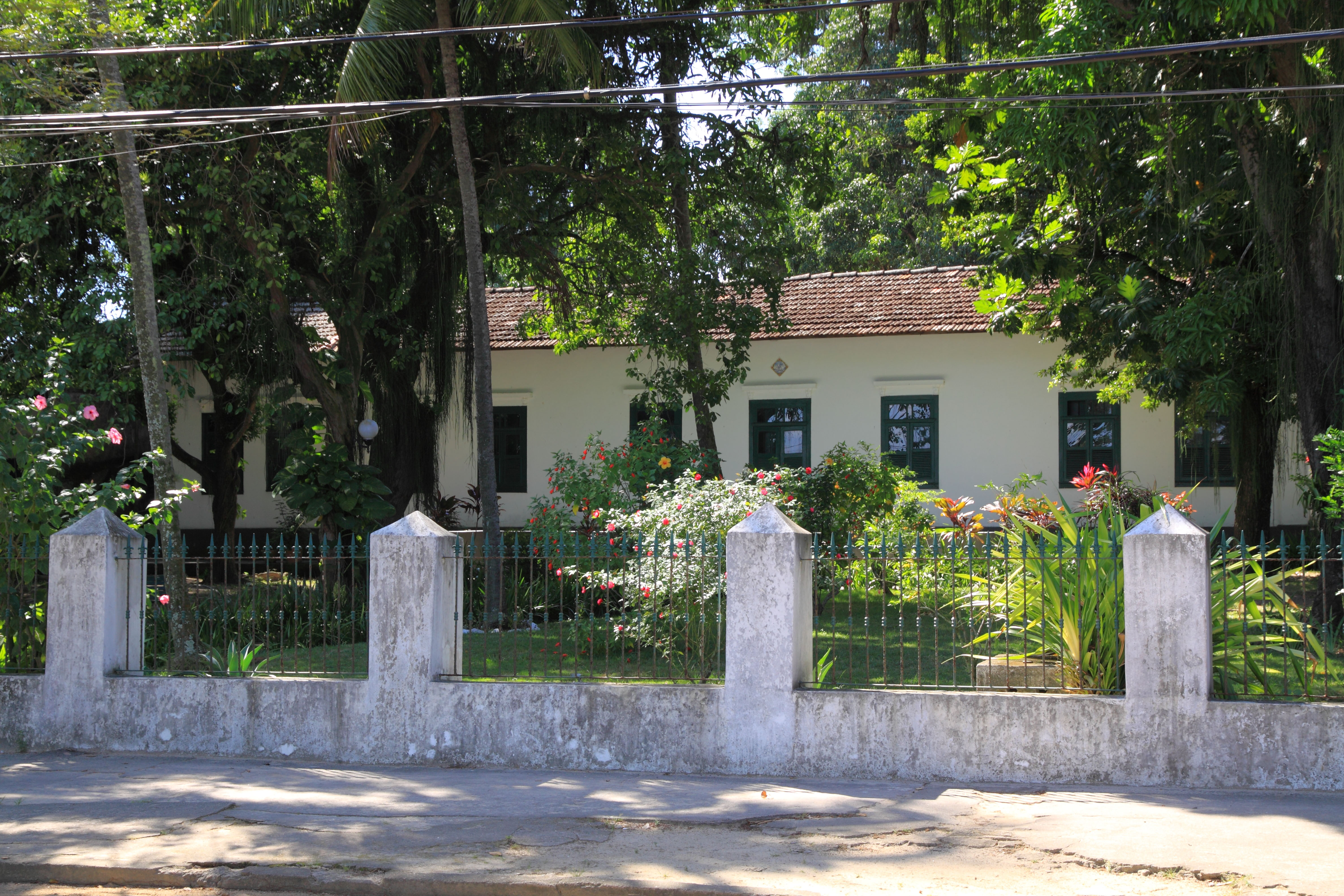
Casa de José Bonifácio na Ilha de Paquetá.

Em 1829 foi permitido a José Bonifácio retornar ao Brasil. Chegou ao Rio de Janeiro a 23 de julho, carregando o cadáver da esposa, morta na viagem. O ministro do Império era seu adversário José Clemente Pereira, e o dos Estrangeiros o marquês de Aracati, seu companheiro no governo provisório de São Paulo e depois também adversário. A situação política não era das melhores, pois o imperador não se entendia com o Poder Legislativo, não escolhia ministros que desfrutassem do apoio dos deputados, entre os quais havia quem quisesse estabelecer o parlamentarismo à inglesa. O Primeiro Reinado vinha se caracterizando por uma constante instabilidade política e social. José Bonifácio teria grandes dúvidas sobre a campanha liberal dirigida por Bernardo Pereira de Vasconcelos, Evaristo da Veiga e outros. Generoso, perdoava ao que chamava por vezes o Rapazinho, e D. Pedro o recebeu com alegria. Com o marquês de Barbacena, que desembarcara no Rio em 16 de outubro de 1829 trazendo a nova imperatriz D. Amélia de Leuchtenberg, sempre se entendera bem. Mas seus inimigos não o deixavam descansar e, já em março de 1830, foi acusado de estar metido em uma conspiração republicana, como insinuou o Diário Fluminense. Vivia então retirado na ilha de Paquetá.

### Tutor dos príncipes

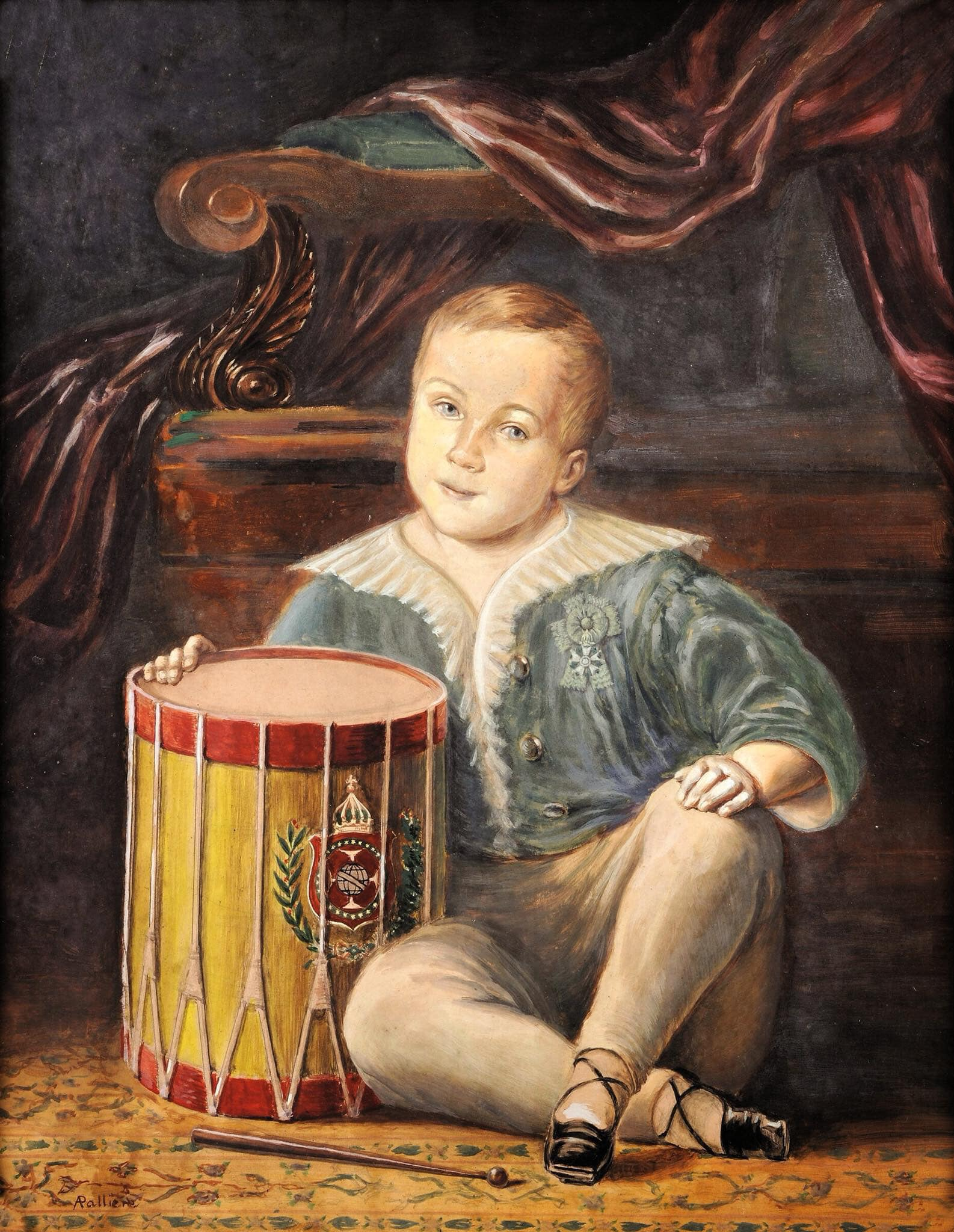
D. Pedro II do Brasil em 1826, por Arnaud Julien Pallière, Museu Imperial de Petrópolis.

Com a abdicação de D. Pedro I em 7 de abril de 1831, José Bonifácio foi por ele nomeado tutor de seu filho de cinco anos, o futuro D. Pedro II. Mau marido, o imperador foi um pai dedicado e enternecido — e de todos os filhos, legítimos ou não. O imperador assinou um decreto em que nomeava "tutor dos meus amados e prezados filhos ao muito probo, honrado e patriótico cidadão José Bonifácio de Andrada e Silva, meu verdadeiro amigo". No dia 8 de abril, José Bonifácio foi ao palácio da Boa Vista visitar os pupilos. Tinha 68 anos e seu temperamento e seu feitio não prometiam um tutor ideal. Ainda apareceria na Câmara dos Deputados, pois era suplente de Honorato José de Barros Paim. Prestou juramento perante o Senado como tutor eleito pela Assembleia a 19 de agosto de 1831. A lei de 12 de agosto de 1831 regulava suas funções, e não lhe cabia senão nomear mestres e mordomos. Manteve Luís Aleixo Boulanger para lhes ensinar escrita, primeiras letras e geografia; o cônego Renato Pedro Boiret para mestre de francês; Simplício Rodrigues de Sá, de desenho; Lourenço Lacombe, de dança; Fortunato Mazzioti, de música. Acabou brigando com D. Mariana Carlota de Verna Magalhães Coutinho, a quem os príncipes consideravam uma segunda mãe, e que não teria pequena parte na campanha movida contra ele.
Logo se tornou suspeito ao governo. O ministro da Justiça Diogo Antônio Feijó, que abafara dois graves levantes armados no Rio em 1831 e 1832, se convenceu de que José Bonifácio tivera parte no último, e o acusou formalmente. Em 1833, o grande temor era a volta de D. Pedro I, a restauração, um golpe "caramuru". Antônio Carlos fora mesmo à Europa para convencê-lo a retornar. A Aurora Fluminense, de Evaristo da Veiga, acusava o tutor de falta de compostura, comentando dois bailes dados no paço. Finalmente, José Bonifácio foi suspenso do cargo pelo decreto de 14 de dezembro de 1833, por ato cujo verdadeiro autor era o ministro da Justiça Aureliano Coutinho, depois visconde de Sepetiba, que escreveu à D. Mariana de Verna: "Parabéns, minha senhora. Custou, mas demos com o colosso em terra". Eles estavam enganados; José Bonifácio resistiu, com energia a diversos juízes de paz que foram ao paço levar seu decreto de suspensão, pois não o considerava legal. E escreveu ao ministro do Império: "Cederei à força, que não a tenho". Para arrancá-lo, mobilizou-se a tropa e foi lavrada contra ele ordem de prisão. O governo prendeu-o em casa, na ilha de Paquetá. Em seu lugar foi nomeado Manuel Inácio de Andrade Souto Maior Pinto Coelho, o marquês de Itanhaém.

## Vida pessoal

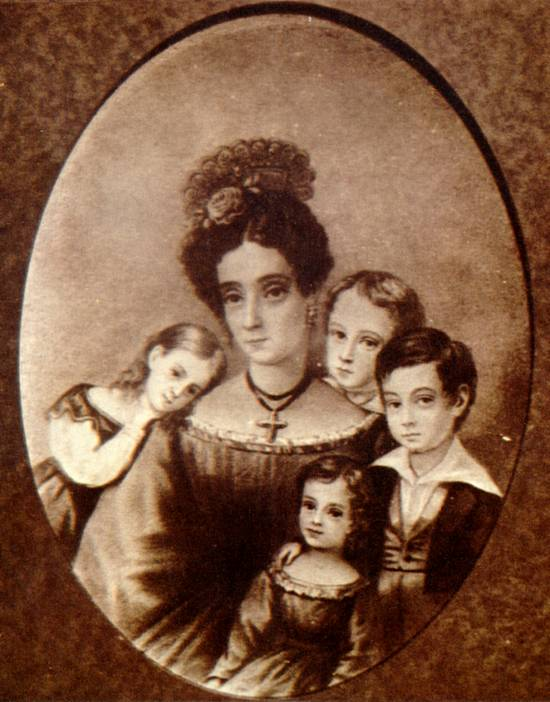
Gabriela Frederica e os filhos (filha de José Bonifácio, casou-se com o tio Martim Francisco).

José Bonifácio casou em Lisboa em 31 de janeiro de 1790, na igreja de Nossa Senhora da Lapa, com uma senhora irlandesa, Narcisa Emília O'Leary, que lhe deu duas filhas.
Segundo Maria Graham, uma inglesa contemporânea, não havia lugar em que se pudesse passar meia hora com mais prazer e proveito do que na família "deste ex-ministro". "Sua mulher é de origem irlandesa, uma O'Leary, senhora da maior amabilidade e gentileza, realmente admiradora do valor e do talento do marido. (…) Mas é o próprio José Bonifácio que me desperta maior interesse. É um homem pequeno, de rosto magro e pálido. Suas maneiras e sua conversa impressionam logo o interlocutor com a ideia daquela atividade incansável e que mais parece consumir o corpo em que habita. (…) via-se logo que era muito popular entre a gente pequena. Para comigo, como estrangeira, foi da maior cerimônia ainda que delicadamente polido, e conversou sobre todos os assuntos e de todos os países".

### Filhas
- Carlota Emília, que casou com Alexandre Antônio Vandelli, auxiliar do sogro desde 1813 na Intendência-Geral das Minas e Metais e na Academia das Ciências.
- Gabriela Frederica Ribeiro de Andrada que, em 15 de novembro de 1820, casou em Santos com seu tio, Martim Francisco Ribeiro de Andrada.
- Voltando ao Brasil trouxe uma filha bastarda, Narcisa Cândida, assim batizada em homenagem à esposa.

## Morte
José Bonifácio abandonou a vida política e passou o restante de seus dias em reclusão, em sua casa na ilha de Paquetá, dentro da Baía de Guanabara. Morreu ali perto, em Niterói, aos 75 anos, dia 6 de abril. Seu cadáver, embalsamado, foi levado três dias depois para o Rio de Janeiro, depositado na Igreja da Ordem Terceira de Nossa Senhora do Carmo, onde ficou exposto até o dia 25 de abril. Nessa data, sua filha D. Gabriela Frederica Ribeiro de Andrada o levou para Santos, sepultando-o na capela-mor da Igreja Nossa Senhora do Carmo, segundo disposição testamentária. Deixou poucos bens, mas sua biblioteca contava com seis mil volumes.
Atualmente, os seus restos mortais jazem ao lado dos despojos de seus ilustres irmãos, Antônio Carlos, Martim Francisco e o padre Patrício Manuel, num monumento situado em Santos, na Praça Barão do Rio Branco 16, denominado Panteão dos Andradas, inaugurado no dia 7 de setembro de 1923.

## Representações e homenagens
Os eventos logo o chamariam a ser um dos grandes artífices da construção do Brasil como nação autônoma e país independente: […] viria a ser o inspirador e conselheiro do príncipe D. Pedro, seu principal ministro, o responsável e o executor da política inflexível que caminhou, passo a passo, para a independência a todo custo. Fez guerras, enfrentou o ódio português, defendeu reformas que entendia fundamentais, afrontando o rancor dos grandes proprietários de terras e de escravos. Em verdade, atuou por pouco tempo […]. Entretanto, nenhum outro protagonista da história do Brasil fez tanto em tão pouco tempo, nem foi mais relevante naquela quadra decisiva na construção da nacionalidade brasileira.

"José Bonifácio de Andrada: patriarca da nacionalidade".

### Na cultura
- José Bonifácio já foi retratado como personagem no cinema e na televisão, interpretado por Dionísio Azevedo no filme Independência ou Morte (1972); Leonardo Villar, na telenovela Marquesa de Santos (1984); Paulo Goulart, na minissérie O Quinto dos Infernos (2002); e Felipe Camargo na telenovela Novo Mundo (2017).
- O documentário Bonifácio: O Fundador do Brasil estreou em junho de 2018 em diversas capitais e grandes cidades brasileiras. O filme foi financiado através do modelo de financiamento coletivo — a maior arrecadação desse tipo no cinema brasileiro — e produzido pela IVIN Films.[38]

### Nas artes
- A cidade de Pelotas (Rio Grande do Sul) mantém uma praça com seu nome, em frente à Catedral São Francisco de Paula, com um monumento central em sua homenagem.
- Pantheon dos Andradas (São Paulo) — no centro histórico de Santos, onde estão os seus restos mortais; na câmara principal há uma estátua projetada por Rodolfo Bernardelli.
- Estátua no Bryant Park (Nova Iorque) — um presente do Governo Brasileiro aos Estados Unidos, obra de José Otávio Correia Lima inaugurada em 22 de abril de 1955 no primeiro local em que foi instalada (na Sexta Avenida esquina com a Rua 42 oeste) na presença do Prefeito Roberto F. Wagner e o Embaixador Brasileiro nos Estados Unidos João Carlos Muniz. Muitos anos depois, porém, o monumento mudaria de lugar para o Bryant Park.
- Estátua no Largo de São Francisco (Rio de Janeiro) — homenagem do Instituto Histórico e Geográfico Brasileiro, obra de Louis Rochet inaugurada na presença de D. Pedro II, no cinquentenário da Independência.
- Retrato de José Bonifácio — pintura a óleo, no Salão de Honra do Museu Paulista, obra de Oscar Pereira da Silva.

### Belonaves
A Marinha o considera o seu fundador e deu o seu nome a três de suas belonaves:
1. Iate José Bonifácio, incorporado à esquadra em 1915 para servir a Presidência da República; em 1923 ainda estava em operação;[39]
2. Cruzador José Bonifácio ou Cruzador Andrada, incorporado à esquadra em 1894; esteve em operação até 1913;[40]
3. Navio Hidrográfico/Auxiliar José Bonifácio, incorporado em 1932; operou até 1963, quando esteve em Santos, participando das comemorações do bicentenário do nascimento do Patriarca da Independência José Bonifácio de Andrada e Silva.[41]

### Memória

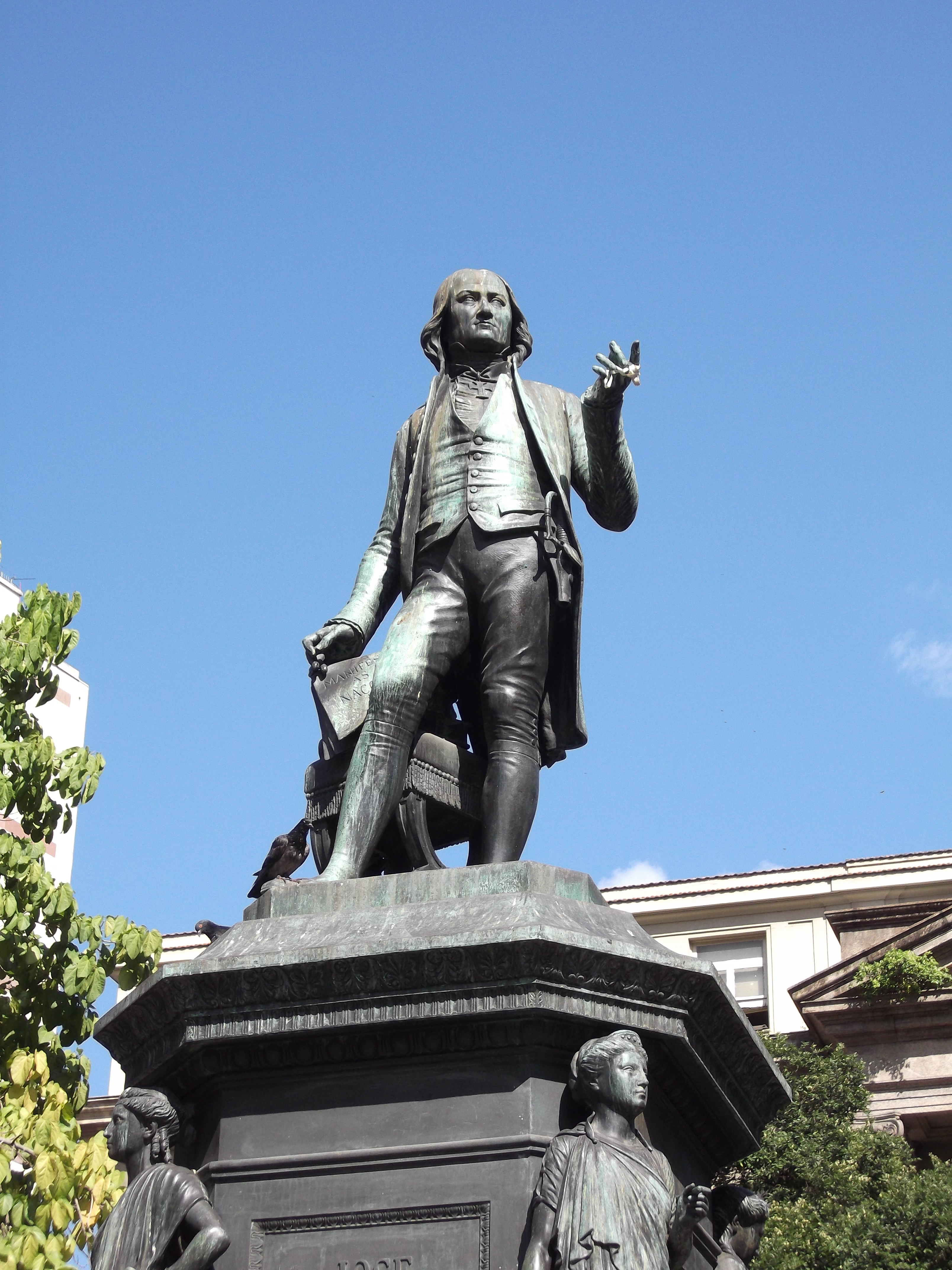
Monumento em homenagem a José Bonifácio de Andrada e Silva, largo de São Francisco, centro histórico do Rio de Janeiro.

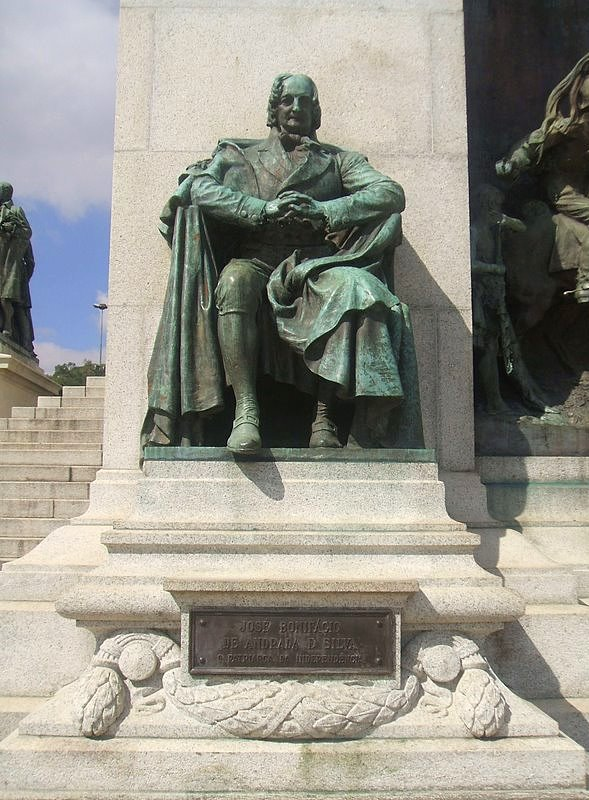
Estátua de José Bonifácio no Monumento à Independência, no Parque da Independência, em São Paulo.

- Em 2018, o governo federal brasileiro declarou-o Patrono da Independência do Brasil, por meio de Lei no 13.615 de 11 de janeiro.[42]
- Seu nome foi inserido no Livro dos Heróis da Pátria, em 21 de abril de 2007, dentre as comemorações do quadragésimo sétimo aniversário de Brasília.[16]
- O Senado Federal instituiu a Medalha José Bonifácio, em sua homenagem.
- A Universidade de Coimbra deu seu nome a uma das galerias do seu Museu Mineralógico e Geológico.[43]
- A Casa Martim Afonso, em parceria com a Universidade Católica de Santos, mantém o Museu de Ciências da Natureza José Bonifácio de Andrada e Silva (JOBAS), em Santos.[44]
- O presidente Itamar Franco e o ministro da Ciência e Tecnologia, José Israel Vargas, instituíram a Medalha Nacional do Mérito Científico, com a efígie de José Bonifácio de Andrada e Silva, através do decreto nº 772 de 16 de março de 1993.[45] Essa medalha foi posteriormente revogada, embora a ordem em si tenha sido restabelecida pelo decreto nº 4 115 de 6 de fevereiro de 2002.[46]

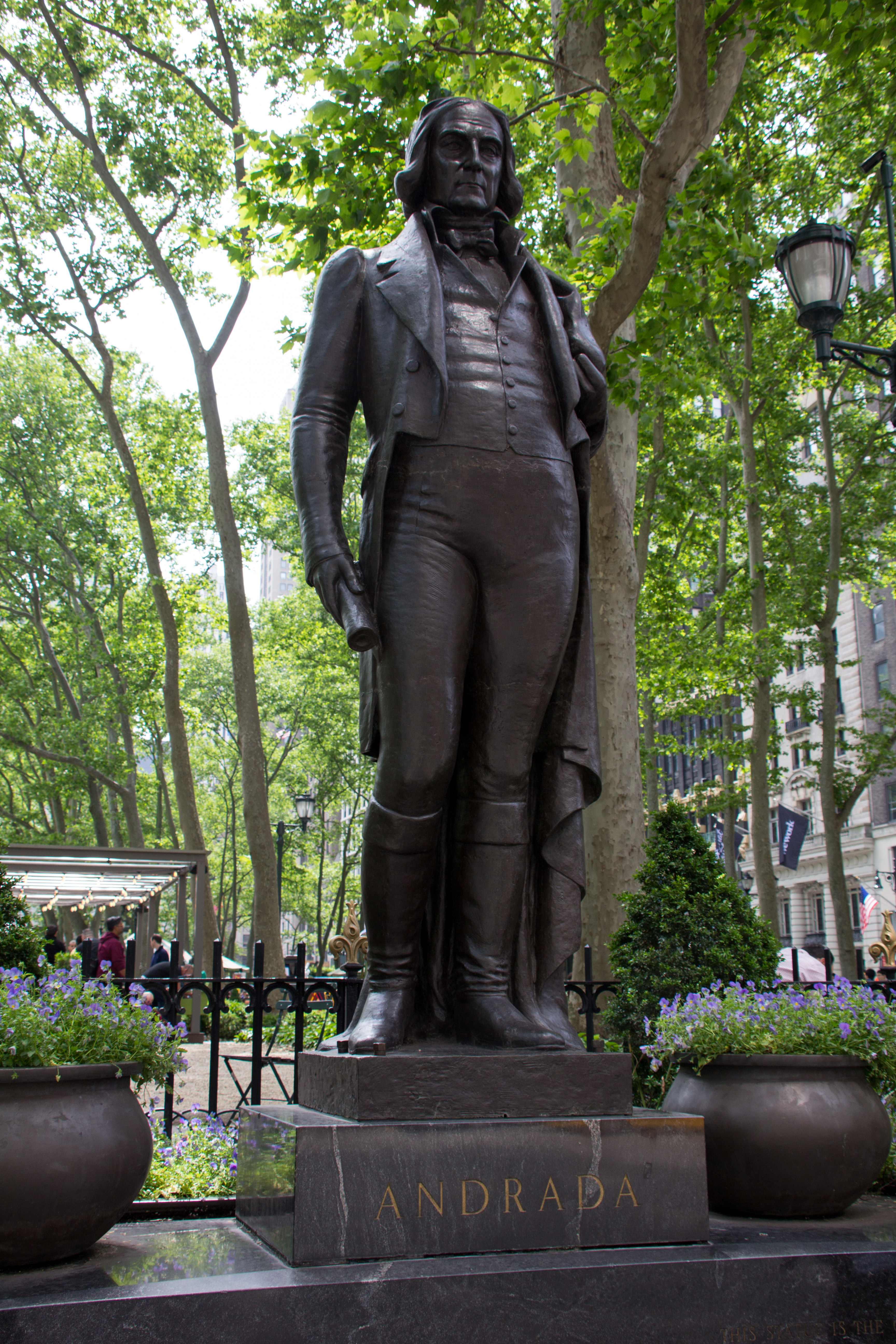
Estátua de José Bonifácio em Nova Iorque, EUA.

- A Sociedade Brasileira de Geologia instituiu em 1958 a Medalha de Ouro "José Bonifácio de Andrada e Silva" com o objetivo de homenagear profissionais das Geociências, associados da Sociedade Brasileira de Geologia, que Estátua de José Bonifácio em Nova Iorque, EUA.tenham contribuído para o desenvolvimento e avanço do conhecimento geológico.[47]
- O município de Santos instituiu a Medalha e o Diploma do Mérito José Bonifácio.
- O município de José Bonifácio recebeu este nome em sua homenagem.
- A Rua José Bonifácio no bairro de São Domingos na cidade de Niterói recebeu este nome em sua homenagem. É justamente a rua onde residiu nos seus últimos anos de vida.
- O governo do Estado de São Paulo instituiu a "Semana do Patriarca da Independência" em sua homenagem.[48]
- A um mineral do grupo da granadas foi dado o nome de andradita, em sua homenagem, pelo mineralogista norte-americano James Dwight Dana, em 1868.[49]
- Em viagem à Suécia, descobriu e descreveu quatro novos minerais: a petalita, a criolita, a escapolita e o espodumênio ou espodumena.
- A Rua dos Andradas antiga Rua da Praia, situada no centro da cidade de Porto Alegre capital do Rio Grande do Sul, foi homenagem da Câmara Municipal em 1865, em comemoração ao aniversário da Independência do Brasil.

## Obras
- Sobre as minas de carvão de pedra em Portugal, publicado no Patriota, Rio de Janeiro, 1813
- Há terrenos que pelo arado não dão fruto, mas sendo cavados com o picão sustentam mais do que se fossem férteis, memória, publicada no Patriota, Rio de Janeiro, 1813
- Experiências químicas sobre a quina do Rio de Janeiro, comparada com outras, 1814
- Memória minerográfica da serra que decorre de Santa Justa até Santa Comba e suas vizinhanças na província do Minho, Museu Paulista, Coleção José Bonifácio, Doc. 290, 1814-1815
- Sobre a necessidade e utilidade do plantio de novos bosques em Portugal, particularmente de pinhais nos areais de beira-mar; seu método de sementeira, custeamento e administração, 1815
- A primavera, 1815
- Memória sobre a nova mina de ouro da outra banda do Tejo, chamada Príncipe Regente, 1817
- Memória sobre as pesquisas e lavra dos veios de chumbo de Chacim, Souto, Ventozello, e Villar de Rey na província de Trás-os-Montes, 1818
- História da Academia Real das Ciências de Lisboa, para o ano de 1818, discurso histórico recitado na sessão de 24 de junho de 1818
- Memória econômica e metalúrgica, sobre a fábrica de ferro em Sorocaba, que visitaria por segunda vez em 1821, com duras críticas à "má administração antiga e nova", aos "abusos e ladroeiras", o que iria suscitar a má vontade, a ira e a vingança do filho do diretor, o historiador Varnhagen, 1820
- Poesias avulsas, 1825
- Memória minerográfica sobre o distrito metalífero entre os rios Alva e Zêzere, Museu Paulista, Coleção José Bonifácio, Doc. 291., s/d

## Leitura complementar
- BARRETO, Vicente. Ideologia e política no pensamento de José Bonifácio de Andrada e Silva. Rio de Janeiro: Zahar, 1977.
- CAVALCANTE, Berenice. José Bonifácio: razão e sensibilidade, uma história em três tempos. Rio de Janeiro: FGV, 2001.
- COSTA, Pedro Pereira da Silva. José Bonifácio. (Col. A vida dos grandes brasileiros, vol. 2). São Paulo: Editora Três, 1974.
- CRUZ, Guilherme Braga da. Coimbra e José Bonifácio de Andrada e Silva. Lisboa. Sep. "Memórias da Academia das Ciências de Lisboa – Classe de Letras", 20, 1979.
- DOLNIKOFF, Miriam (org.). Projetos para o Brasil, José Bonifácio de Andrada e Silva. São Paulo: Cia. das Letras, 1998.
- FALCÃO, Edgar Cerqueira de (org.). Obras científicas, políticas e sociais de José Bonifácio de Andrada e Silva. Edição monumental comemorativa do bicentenário de seu nascimento (1963). Brasília: Câmara dos Deputados, 2006.
- MARQUES, Adílio Jorge. José Bonifácio de Andrada e Silva, Naturalista. Um lado desconhecido da historiografia brasileira. Belém: Revista Norte Ciência, vol. 2, n. 2, p. 59-70, 2011.
- MONTEIRO, Tobias. História do Império. Rio de Janeiro: F. Briguiet & Cia. Editora, 1927, 1938.
- SENADO FEDERAL. Obra Política de José Bonifácio. Brasília, 1972.
- SILVA, Ana Rosa Cloclet da. Construção da nação e escravidão no pensamento de José Bonifácio: 1783 – 1823. Campinas: Editora da Unicamp, 1999.
- SOUSA, Octávio Tarquínio de. História dos fundadores do Império do Brasil. (Vol. 1.) Rio de Janeiro: Livraria José Olympio Editora, 2.ª edição, revista.
- SOUSA, Octávio Tarquínio de. José Bonifácio. Belo Horizonte: Editora Itatiaia, 1988.
- SOUSA, Alberto. Os Andradas (3 vols.). São Paulo: Typographia Piratininga, 1922.